# 国鉄60系客車

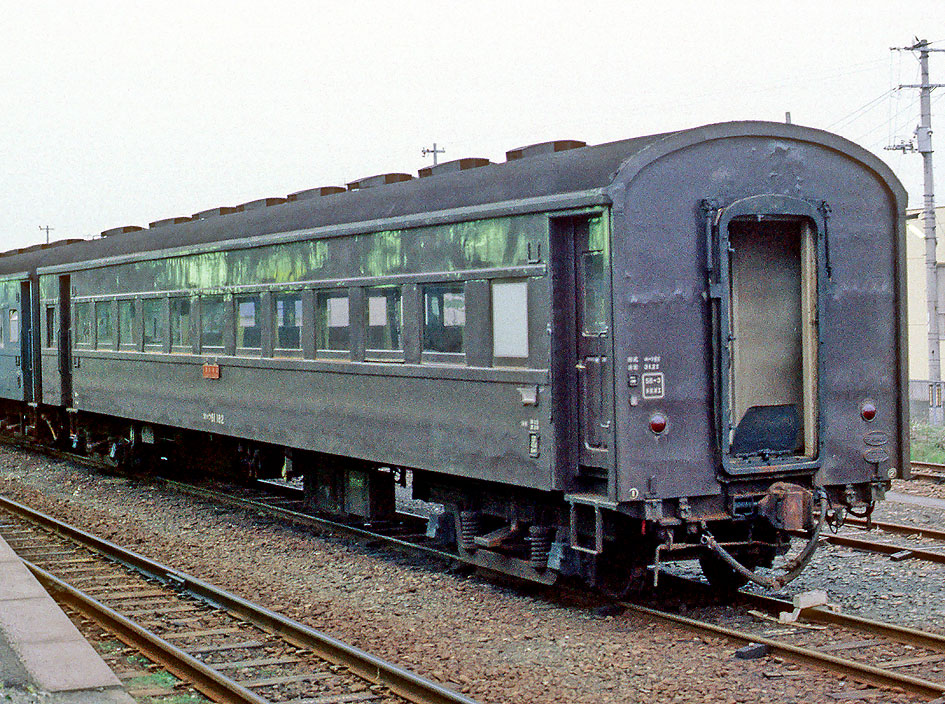
オハフ61 182（1985年）

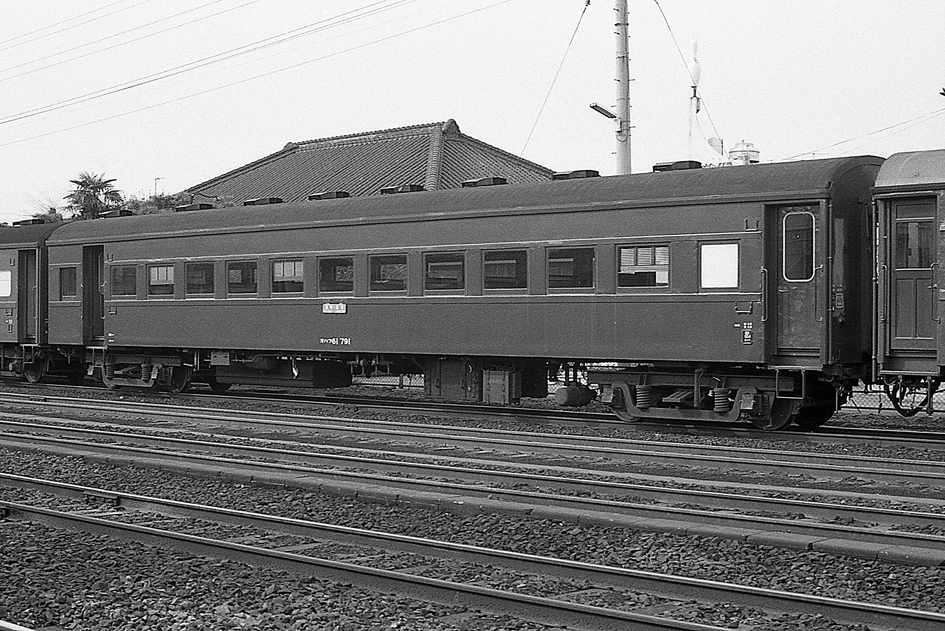
オハフ61 791（1984年）

国鉄60系客車（こくてつ60けいきゃくしゃ）とは、日本国有鉄道（国鉄）が1949年（昭和24年）から木造客車を改造して鋼製客車とした客車の形式群である。このグループを総称する形で鋼体化改造車（こうたいかかいぞうしゃ）とも呼ばれる。

## 製造の背景
太平洋戦争後の1947年（昭和22年）2月25日、八高線東飯能 - 高麗川間で客車列車が脱線転覆し、184人が死亡する事故が発生した（詳しくは八高線列車脱線転覆事故を参照）。この事故は現代に至るまで、日本の鉄道史上における死者数第2位の大事故として記録されている。事故列車は木造客車で編成されており、構造脆弱な木造車体が転覆によって大破したことが、死者数を増大させたと考えられた。
鉄道省（国鉄の前身）が新規製造の客車を鋼製客車に切り替えたのは1927年（昭和2年）であり、八高線事故時点ではすでに20年以上が経過していた。しかし、この時点でもまだ国鉄保有客車数10,800両の約6割が木造客車で、事故の約1年半後、鋼体化開始直前の1948年（昭和23年）10月の段階でも木造客車は総数11,323両のうち、5,924両 (52.3%)を占めていた。
当時、最新形式の客車は幹線の優等列車（急行列車）に使用され、普通列車には後継車両の増備や置き換えで捻出した経年車が充当されていたが、ローカル線では木造客車は珍しくなく、それも古い雑形客車まで含まれる状況であった。
これらの木造客車の多くは明治末期から大正末期（1910年代から1920年代中盤）にかけて製造されたもので、製造後最低でも20年以上が経過し、全体に老朽化が進行していた。加えて戦時中・戦後の酷使や資材難によって車内外とも荒廃し、その根本的な整備には鋼製客車と比較して莫大な費用がかかると試算された。1949年当時の国鉄車両局次長であった井澤克己は、木造車の修繕費が鋼製車より3割以上高く、メンテナンスコストの面でも木造車の使用は不経済と、改造開始決定後の雑誌寄稿文で述べている。そして、八高線での事故を契機として、早期に木造客車を全廃し、鋼製客車に置き換えることが強く望まれるようになった。
だが当時は戦後の混乱期でインフレーションが極端に進行しており、鉄道運営を管轄していた進駐軍のCTS（Civil Transportation Section＝民間輸送局）がデフレ政策の一環として1949年度および1950年度の客車の新造の中止を命令していたため客車の新造ができなかった。また財政難や資材不足の影響で鋼製客車を大量に新製して木造客車を全て取り替えること自体が不可能であった。
これらの課題の対策として、木造車の改造名目で安価に鋼製客車を製造する「鋼体化」と呼ばれる手法が採用された。木造客車を構成する部材のうち、もともと鋼鉄製で流用の効く部材の台枠や台車、連結器などを再利用し、鋼製の車体のみを新製するものである。定説ではCTSからの命令で始まったと言われるが、当時の関係者の証言によると、最初の発案は国鉄側からだったとされる。
国鉄では戦前の鉄道省時代に同様の手法で、車体の老朽化した木造電車を鋼製車体に改造する工事を大量に実施していた。これは客車よりもドア数（開口部）が多く車体強度が劣り、加減速も頻繁で老朽化が早かったことが背景にある。少数ではあったが木造客車の鋼製化工事の施工例もあった。しかし、過去の事例で最多だった50系電車でも、改造数は9年間で延べ400両に満たず、「6年間で、約3,300両の木造ボギー客車を鋼製車体に改造するという、日本の鉄道史上例のない規模の壮大な計画」であった。これにより、安全性の向上、老朽車置き換えと補修費用の節減、総合的な輸送力の増強を同時に実現することが目指された。
戦前の木造電車改造は「鋼製化改造」と呼ばれたが、戦後の木造客車改造についてはそれと区別する目的で「鋼体化改造」と呼ばれた。当時、鋼体化改造車の計画に携わった星晃によれば、「鋼体化」という新しい用語を発案したのは、前出の井澤克己であったという。星が1952年（昭和27年）に雑誌記事「鋼体化客車60シリーズ」（『鉄道ピクトリアル』No.13、1952年8月）で著述したところでは、新語「鋼体化」は1949年（昭和24年）4月4日の車両局での客車鋼製化工事打ち合わせ会議の席上で、在来車補修に関する用語「更新修繕」とともに新たに示された用語であった。井澤自身も、同年の『交通技術』1949年11月号（pp.15 - 17）に国鉄木造客車の老朽化対策を訴える署名記事「客車鋼体（體）化」を寄稿している。
改造元（「種車」と呼ばれる）に想定された17m級木造大型客車は、1949年の鋼体化計画当初時点で3,291両（井澤文献では3,292両）に及び、また後述の切り接ぎ補充資材に転用される鉄道院基本型客車は822両が想定された。
国鉄ではCTSの担当者にわざと一番老朽化がひどい客車を見せて改造の命令を出させるよう仕向けた。さらに、過去の事故における木造車と鋼製車の被災状況記録なども比較提示し、木造車の老朽化対策が喫緊の課題であることを懸命にアピールしたという。この結果、国鉄は1949年（昭和24年）から鋼体化改造に着手できることになった。当時、車両新製許可はドッジ・ラインなどの経済抑制施策下での制約が引き続き厳しかったが、老朽車を放置したためにさらなる重大事故が発生すれば、CTSも安全上の監督責任を問われかねず、国鉄はその点を突いて許可を得た。
鋼体化改造の場合、客車の製造費用を従来の半分程度に抑えることができるとともに、安全対策を主眼とした既存車両改造名目のため、車両新造に関わる制約を受けずに済んだ。前出の井澤克己は、計画時の試算で費用を新造車の54%と見積もっていた。節減の手法は部材の大幅流用や、国鉄工場の余剰労働力の活用などで、実際のコストは完全新造車の55%前後であったとされる。
これらの鋼体化客車は他の制式鋼製客車などとの区別のために60番台の形式を付されており、このことから後年になって便宜上、60系客車と呼ばれるようになった。

## 構造上の特徴

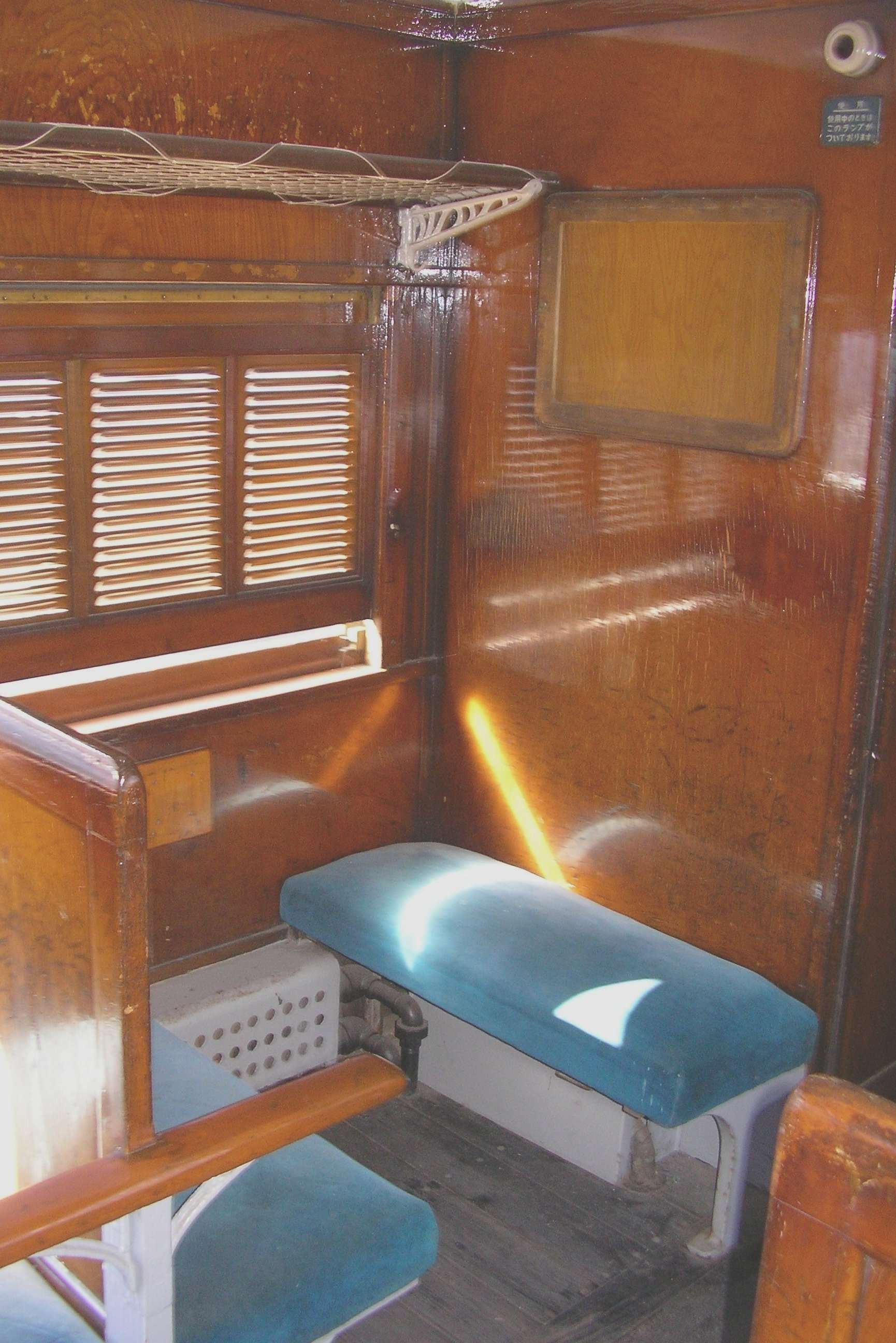
オハユニ61の客室端座席。窓の日除けは鎧戸、客室端部肘掛けは通路幅確保の都合で省略、各座席に背ずりクッションは無く、端部ではニス塗りの壁板をそのまま背ずりとする仕様。座席間ピッチも通常型客車より狭い。壁面に便所使用知らせ灯が付いているが、この壁面の先に便所と洗面所、さらに郵便室が続いている。

普通列車用木造車の置き換えが主目的であることから、そのほとんどは三等車もしくは荷物車・合造車として製造された。この方針は、種車が寝台車や一等車、あるいは二等車であっても関係なく踏襲された。
木造車からは台枠だけではなく、TR11形台車や自動連結器、自動空気ブレーキ機器（鉄道省制式のA弁を用いたAVブレーキ）などの主要機器もオーバーホール・調整のうえ再利用された。

### 台枠
最大の流用部材である台枠には、1919年（大正8年）から1927年にかけて製造された2,800 mm幅の広幅車体を備える大形客車の22000系形式群のUF12形・UF15形などが主に再利用されている。このほか、22000系量産に先立ち、1917年（大正6年）から車体は中型客車規格のまま、先行して大型車向けのUF12形台枠とTR11形台車を採用して1920年（大正9年）まで製造された過渡的なグループの客車も再利用の対象となった。流用に当たっては、種車が装備した補強のトラスバーを撤去し、台枠本体は中途で切断した。
これらの木造2軸ボギー客車は車体長が17 mであったが、1929年（昭和4年）以降国鉄客車の車体長は20 m級が標準となっていたことから、鋼体化改造車も20 mの車体長とする必要があった。そこで補充車と称して、1910年（明治43年）から1919年（大正8年）ごろにかけて製造された2,500 - 2,600 mm幅の車体を備える「鉄道院基本形客車」の木造車体を解体し、残った幅狭台枠（UF11形など）を4等分に切断、台枠延長用部材に加工した。こうして得られた部材を、前述の「大形客車」4両の台枠の切断面にそれぞれ挿入して継ぎ足した。接合にはリベットや溶接が用いられたが、位置や接合法は統一されなかった。
さらに車端部は鋼製客車並みの構造に改装、台車の心皿（車体との接点）位置を木造2軸ボギー車よりも若干車体中央寄りに変更してオーバーハング（台車の端から車体端部までの長さ）を拡大した。これは木造客車は鋼製車に比べて車端オーバーハングが小さく、そのまま台枠を延長すると新製鋼製車より台車間の間隔（ホイールベース）が伸びて、曲線通過の際にオーバーハング部が建築限界外にはみ出すためである。このようにして鋼製車用の20 m級台枠（改造後の形式はUF120形（一般型）およびUF127形（緩急車用））に延長改造した。
台枠の幅は新旧で差はあったものの、主たる部材の溝形鋼材（チャンネル材）は中形客車・大形客車とも8インチ級の同一断面で互換性があったため、挿入部材への流用が可能となった。これに対して雑型客車は、台枠・台車ともに標準型客車の規格に合致しないことから、鋼体化の種車に充当することができず、廃車解体または私鉄払い下げ対象となった。この結果、17m級の大形客車4両と基本形客車1両の計5両から、20m級の鋼体化改造車4両ができることになった。
しかし、書類上はともかく、実際には種車に関わる事情は複雑で、極力輸送力に影響を与えないように工事を進める必要があった。そのため、車種を問わず状態不良で休車となっている車両から優先的に工事を実施した結果、実際の種車と車籍が一致しないケースが少なからず生じた。特に、最初に改造されたオハ60形のオハ60 1 - 16では、書類上で指定された基本系客車の台枠が老朽化により使い物にならず、やむなく戦災焼失車から部材を流用したりなどしたという。種車自体が名目上の諸元と異なっていたケースもあり、瀬古龍雄によれば、1956年（昭和31年）1月、国鉄長野工場吉田分工場に鋼体化目的で入場した静岡鉄道管理局所属のナエ17127は、車体上屋こそ大型木造客車の規格ながら、中形客車用のUF11形台枠・TR10系短軸台車で鋼体化に使えなかった。ナエ17127は1914年製の中形客車で、関東大震災で車体を焼失後、1924年（大正13年）に鷹取工場により大形車体で復旧したが、台枠と台車の点は記録に反映されなかった。鋼体化されるオハフ61 774には、別の種車として新潟地区から配給車オル27703が充てられた（静岡鉄道管理局には代替車がなかった）ものの、新潟地区での配給車不足が生じた。
また、17 m級大形客車用台枠に長形台枠 (UF12形) と魚腹形台枠 (UF15形またはUF16形) の両方が混在していたことや、工事を担当した各国鉄工場が用いた工法の相違などから、台枠は同一形式であっても同一形状であるとは限らなかった。魚腹台枠車は木造客車末期製造の車齢が新しいグループで、昭和28年度にマニ60形の一部の種車として初めて使用された。長形台枠車と異なる台枠構造上、（鋼製車標準の）床下吊り下げ式水タンクを装備できないために種車からはずされていたが、用途から容量の少ない屋根（天井裏）式水タンク採用が可能な鋼体化荷物車の製造開始によって充当できるようになったものだという。
改造手法の面では、保有する設備類の制約から、有り合わせの工具を使って台枠を組み直した工場もあれば、台枠専用の治具をあつらえて作業効率を上げた工場もあった。また種車自体様々な車両を用いざるを得ず、流用部品の制約によって設計図どおりの加工が困難なことから、現場での臨機応変な現物加工で細部の帳尻を合わせて（現物合わせで）、全体を基本寸法に揃えた事例も多々あったという。治具を用いた効率的な台枠改造工程の一例として、国鉄高砂工場での鋼体化改造工事の記録映画『生れかわる客車』（1953年・内外映画）がある（題材となったのはオハ61 379）。さらに一部では、もともと20 m級のサイズがあった28400系木造3軸ボギー客車（大形3AB車：優等列車用）などの台枠（UF41形・UF42形など）を改造して流用したケースも見られた。
木造車の台枠は、1925年（大正14年）の自動連結器化以前のねじ式連結器が標準の時代に製造されたものがほとんどであるため、鋼体化の後も、台枠端部にはねじ式連結器時代のバッファー取り付け穴の痕跡が残っていた（多くは穴を塞ぐ形で丸い鋼板を溶接）。

### 台車

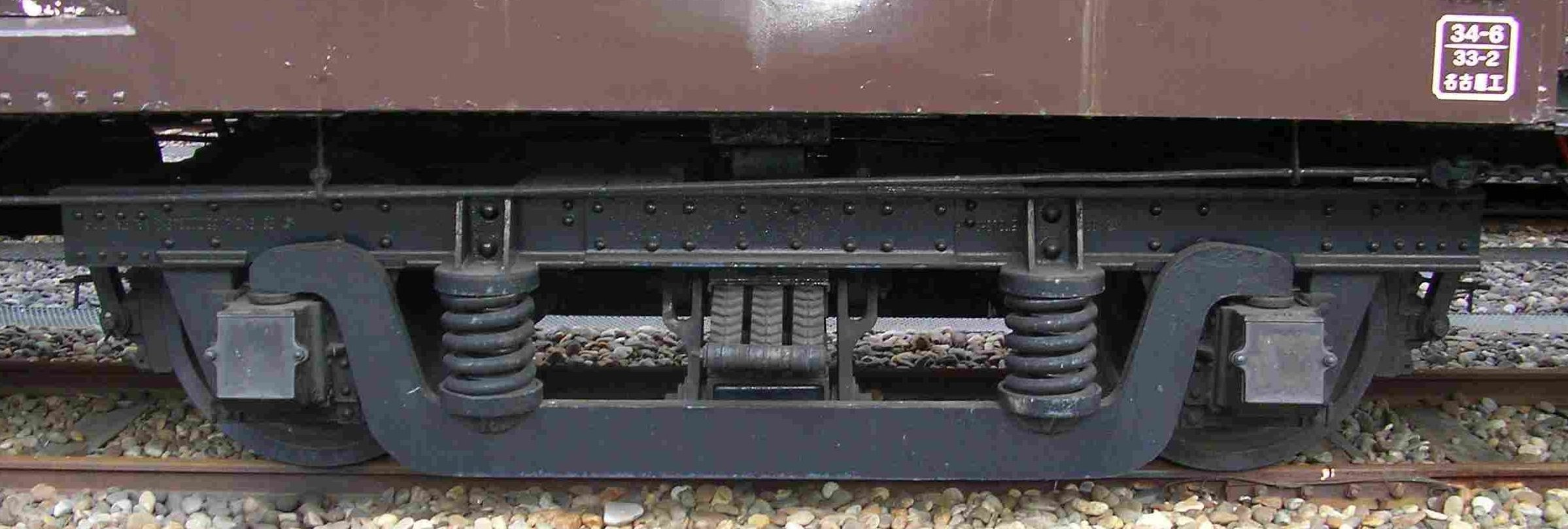
TR13形台車。TR11形に準ずる基本構造を持つが、荷物車用のため、大荷重に備え強化されている

台車は改造種車の木造客車より釣り合い梁（イコライザー）式のTR11形が流用され、構造が弱いことから補強工事や状態の悪い部品の新品交換などの対策が取られた。TR11形は車種や改造時期により、枕ばね・軸ばねの枚数・本数を変更することで、スプリングレートが適宜調整された。しかし大形化された重い20 m 級鋼製車体とはマッチングが悪く、運用開始後に東北本線等で電気機関車で牽引される普通列車での高速走行時には強い揺れが生じたとされる。
運用開始後には台車と軸箱、枕ばねとイコライザー、車体と揺れ枕釣りの接触が発生するようになり、現場ではばね座に木製パッキンを挟むなどの対策が取られている。新製台車への交換は予算等の都合から優等列車用のオハニ63形など一部に留まり、TR11形は保守に難儀しながらも最末期まで使用された。
魚腹台枠を使用するスユニ60形とマニ60形では、一部でTR13形が使用された。
特別二等車のスロ60形ではスハ42形生産見込み分の鋳鋼ウイングばね台車であるTR40形を車両メーカーより購入したが、乗り心地改善のためばねの柔らかいTR40B形に振り替えられた。

### 連結器
連結器は種車の木造客車で使用されていた自動連結器が流用された。主に1925年（大正14年）の連結器交換時に輸入されたシャロン式、アライアンス式が採用されていたが、部品交換により坂田式あるいは省制式の柴田式に交換されたものもあると推測されている（互換規格であるため実用は可能）。後年には坂田式、アライアンス式を中心に連結器不具合による列車分離事故が多発したため、柴田式連結器に順次交換された。
流用された自動連結器は種類により全長が異なるため、車両により連結面間長（連結器の端部間の車体長）が異なる結果となった。60系に属する客車の形式図では、この相違から連結面長が2通り（ア・シの添字付きで）記載されている。

### 暖房装置
暖房のなかった70系戦災復旧客車とは異なり、最低限の旅客サービスが可能なよう蒸気暖房装置が装備されたが、これも鋼製車で標準の低圧式でなく、種車の木造車から配管を流用した旧式な高圧式で、特別二等車のスロ60形も同様であった。鋼体化初年度は、暖房管の長さも17 m木造車時代そのままで、20 m化された結果、車端部には暖房がない状態であったが、1950年度（昭和25年度）以降は車体全長に延長された。

### 車体
車体は20 m級鋼製車体で、完全切妻構造が採用された。車体長は19,370 mmで、既存の鋼製客車における室内長17,500 mmを基準にデッキの840 mmと外妻の95 mmを両端に加えた寸法であると推測されている。魚腹台枠を延長したUF219・UF220台枠を使用した車両は車体長が20 m級車両で一般的な19,500 mmとなった。
幌は車体長が短い19,370 mmの車両はオハ60形では長さのある幌が使用されたが、1950年度以降の増備車は車体側に厚さ90 mmの幌座が設けられ、短い幌が使用された。UF219・220台枠のスユニ60形・マニ60形では19,500 mmの車体長で短い長さの幌が使用された。

### 接客設備

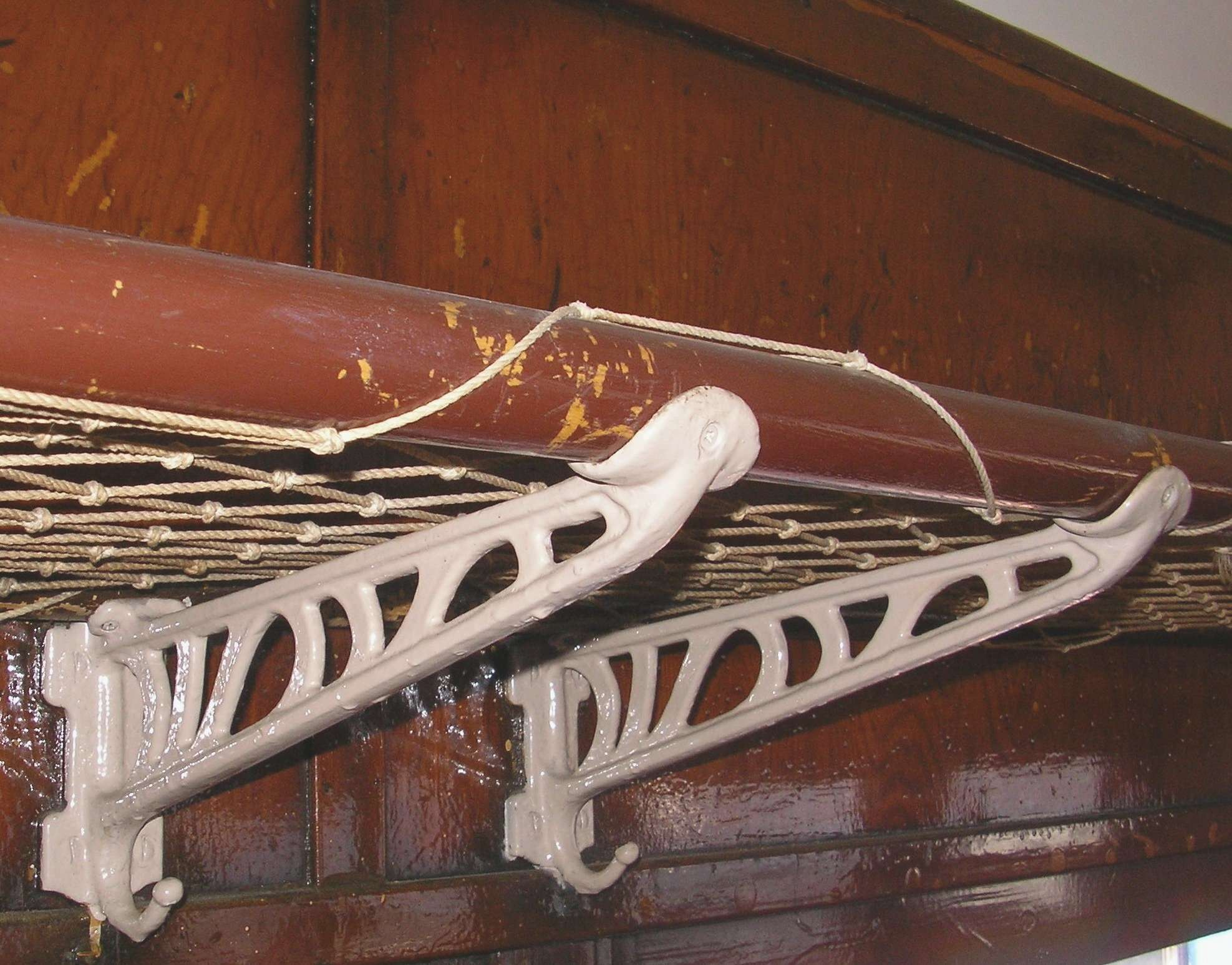
古風なデザインが残るオハユニ61の客室網棚。

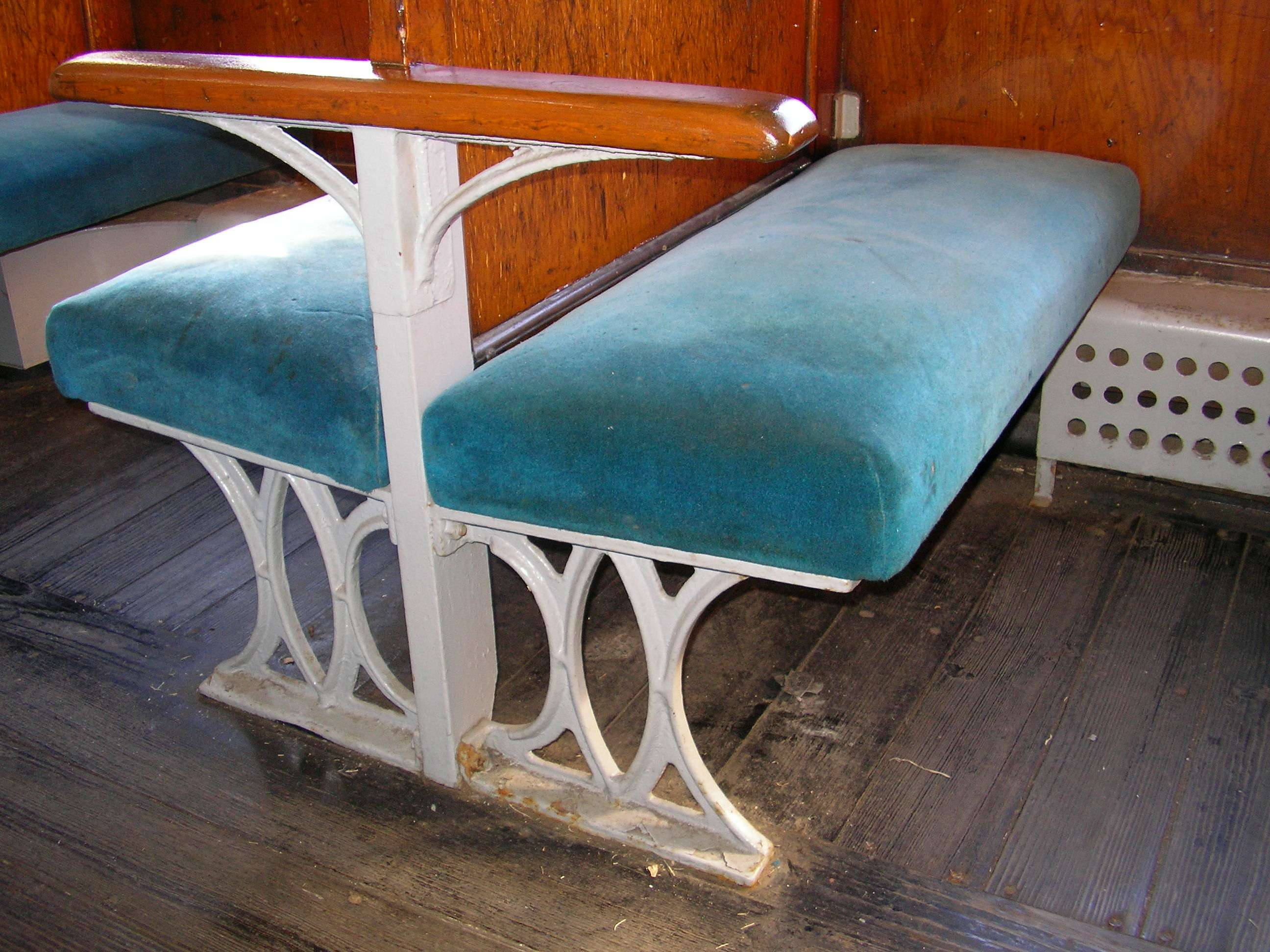
オハユニ61の座席脚台。座席の背もたれはモケットもクッションもない板張り

普通列車での運用が前提であったことから、接客設備は木造車と同等の部分も多く、安全対策のために車体構体を鋼製に改造しただけで、同時期の完全新製車（スハ43系など）と比べると、乗り心地や居住性の面では劣った。
車内はベニヤ板内装のニス塗り及びペンキ塗りで、ベニヤ板も標準の12 mm 厚から10 mm 厚にグレードを落としていた。窓の日よけはすでに客車・電車用として巻き上げカーテン（ロールスクリーン）が出現していた時代にもかかわらず、二重窓となる北海道向け車以外では旧式な木製の鎧戸が用いられた。しかも戦前形の車両のような2段分割鎧戸でなく、1段式、明り取りの隙間を最下部に残す構造として、工数を軽減していた。
窓については、初期のオハ60形・オハフ60形は木造車並みの狭幅窓（700 mm）であった。これはオハ35系等新造客車と同じ幅1 mの広幅にするとCTSから「新製車であろう」と余計なクレームをつけられる可能性があったため、わざと狭幅窓とした。また、北海道向け客車の二重窓仕様の場合は、小窓の方が開閉しやすい。この2形式の窓框高さ・窓の上下寸法は木造車由来のオハ31系の寸法（下端床面より870mm・高さ660mm）とは全く異なり、オハ35系と同じ下端800mm・高さ740mmである。。
木造客車は落とし込み式の下降窓であるのに対し、鋼製客車は上昇式の窓構造であり、窓ガラス・窓枠に至るまでの再利用はなされていない。
1950年度以降に増備の三等車では側窓幅が1,000 mmに拡大された。北海道向けのオハフ60形は二重窓であり、幅広窓では二重窓の内窓が重くなるため、釣り上げばねを要さず工作に都合の良い700mmの側窓が採用された。
座席は木造車並みの木製背ずりで、スハ32形以降の20 m 級制式三等客車が定員88人であるのに対し、鋼体化車では快適性・居住性よりも輸送力を重視したため、木造車並みの狭いピッチ (1,335 mm 間隔)とされ、ボックスが左右1組ずつ増えて定員96人（緩急車では制式定員80人のところ88人）となった。これでも延長分の端数調整の結果、オハ31系までの1,300mmからは若干拡大している。
当初はローカル線の短距離運用向けと想定されていたため、極限まで定員を増やす目的で洗面所を省いて便所のみ設置とすることも考えられていたが（それだけでも4人定員が増える）、車体の新しい車両は長距離運用にも充当したいという意見もあって、洗面所スペースが一般客車同様に設置された。
さらには、取り壊される車体部分からも、座席の土台となる金属製の枠や、荷棚の金具など、再利用可能な部品が極力流用された。流用品の枠や金具は、明治や大正といった製造時期の流行を反映して装飾的な曲線を有する古風な形態で、鋼体化に際して不足分が製造された簡素な形状の新製部品とは容易に見分けることができた。

### 優等列車向け車両
オハニ63形に関しては、製造当初から急行列車や特別急行列車に使用することを考慮されていたため、当時標準の急行列車用新製車であるスハ43系に合わせた客室構造になっていた。背ずりはモケット張りで頭もたれを備え、座席間隔も標準サイズのゆとりが確保された。台車は暫定で種車のTR11形のままで出場したが当初よりTR23系への振替を予定しており、最終的にTR23形ではなくTR52形に交換された。
さらに、リクライニングシート装備の特別二等車2系列（スロ50形、スロ60形）も鋼体化名義で製造されているが、これらは実質台枠のみ木造車流用で、台車は乗り心地の良い、鋳鋼製で軸バネをウィングバネとした新設計のもの (TR40形・47形) を新造している。スロ60形は資材手当の関係上鋼体化客車となった他、スロ61形→スロ50形は新製車の予算で作られた経緯がある。

## 製造とその過程
1949年（昭和24年）から1956年（昭和31年）の間に、全国の国鉄工場および主要な民間車両メーカーのほとんど、さらに戦後、鉄道車輛業界に新規参入したメーカーまで、文字通り総動員して製作された。関与した工場・メーカーは以下のとおり。
- 国鉄工場
  - 旭川・苗穂・五稜郭・土崎・盛岡・新津・大宮・大井・長野・名古屋・松任・高砂・後藤・多度津・幡生・小倉

- 民間車両メーカー
  - 愛知富士産業・飯野産業・宇都宮車両・川崎車両・汽車製造東京支店・近畿車輛・帝國車輛工業・東急車輛製造・新潟鐵工所・日本車輌製造東京支店・日本車輌製造本店・日立製作所・富士産業・富士重工業・富士車輌・輸送機工業

同時に鋼製客車の新製も進められ、台枠流用の対象から外れた基本・中形客車の約半数と、雑形客車の淘汰による不足分を補った。前記の通り、1949年（昭和24年）に登場したオハ60系は小さな窓が並ぶタイプ（2ボックスに対し700 mm幅の窓が3枚）であったが、翌1950年（昭和25年）からはオハ35系と同様、窓を1ボックス毎の大窓（1,000 mm幅）としたオハ61系に移行した。さらにこれの側窓を2重窓化した北海道向けのオハ62系も製造された。
このグループは年度ごとの設計変更が少なく、形態の変化があまりない。それまでの客車と比較して外観上のバラエティーには乏しいが，たとえば苗穂工場施工車の妻構に補強用のリブが取り付けられるなど、各担当メーカー・工場ごとに細部に相違が存在した。
最初に鋼体化改造されたオハ60形16両は全車両が大井工場で改造された。これは同工場が戦前に50系電車の鋼製化改造を担当した実績があったことと、国鉄を代表する工場であり、他工場の見本とすること、等から選ばれた。
当時、木造車鋼体化の推進に重点が置かれ、木造車そのものの延命工事が控えられたことで、鋼体化優先順位を後回しにされた木造客車の老朽はより一層深刻化した。1951年（昭和26年）5月には総武本線四街道駅にて、木造客車の側構が乗車率300 %に及ぶ乗客の圧力で外側に脹れ出して破損、運転不能となる、現在ではあり得ない事故まで発生している。このため、国鉄では使用に耐えられない木造客車を緊急廃車にした。緊急修繕車は454両、緊急廃車は258両に及んだ。この影響で郵便車が不足し、穴埋めにオハユニ61形が大量に増備された。
戦後に残存していた木造車の多くは三等座席車、荷物車、ないしそれらの合造車であった。だが木造の荷物車・合造車には鉄道院基本型客車を格下げ改造した個体も多く含まれ、鋼体化種車にできないものが多かったこと、魚腹台枠車の鋼体化方針が17mのままか20m延長か決まらず、20m延長での工事着手が1953年以降にずれ込んだことなどで、工事当初の改造種車は大型木造客車の三等座席車に集中した。結果、普通列車用の旅客車が不足、また老朽のひどい木造車の早期廃車を強いられたことで荷物・郵便等の合造車も不足し、一方で純新車の増備は進駐軍側の厳しい監督と国鉄の予算不足で自由にならなかった。最も需要の大きい三等車・荷物車が恒常的に払底し、鋼体化事業取り組みの期間、国鉄全体の深刻な輸送力不足の原因となった。国鉄の三等客車（ハ、ハフ）は1948年度に8,269両あったが、鋼体化着手の1949年度には7,914両、1950年度7,631両、1951年度7,437両、と目に見えて減少しており、使用に耐えない老朽車の廃車進行、年々の旅客・荷物輸送需要増大に、鋼体化改造と新車増備とが追いついていなかった。この事態は小荷物輸送量が激増する年末輸送にも影響を与えた。国鉄は1951年の年末輸送で車両不足に窮し、代用荷物車としてボギー式のワキ級高速有蓋車143両と、さらに高速走行できない一般型のワム級有蓋車50両までも動員する緊急措置を講じて切り抜けている。
鋼体化改装進行途上の1952年（昭和27年）6月の部内会議では、国鉄車両局から鋼体化客車の内装・材質について、安全に支障のない範囲での工数削減や仕上げ簡易化、実用に支障ない範囲でのメーカー手持ち部品の使用、材質のランクダウン許容（標準より軟質のラワン材の部分使用を認める）などの仕様変更が提示されている。これは、コスト問題などで木造車鋼体化が計画より遅れ、客車需給が窮迫していた当時の輸送状況や、すでに鋼体化工事に参加していた民間メーカー以外にも新規参入するメーカーが生じたことが背景にあった。新規参入は、種車の数が膨大で国鉄工場や大手民間メーカーのみでは手が足りなくなったことが原因で、貨車を主力製品とするメーカーや、他業種から鉄道車両製造に参入した民間メーカーまでもが製造に携わっている。
国鉄の客車鋼体化改造は、これらの紆余曲折を経て、1955年度（1956年）までに計画を若干超過しながらも完了した。種車59形式から合計3,534両（とスロ61形→スロ50形10両）が誕生し、国鉄では営業運行に使用される木造車全廃を達成した。ただしその後も、救援車など旅客用途以外の事業用車については、1965年ごろまで少なからず木造客車が残っており、電車では伊那電気鉄道買収車改造の木造付随救援車・サエ9320が1979年まで残存した。
各形式車号の新旧対照および改造所については国鉄60系客車の新旧番号対照を参照のこと。

## 運用

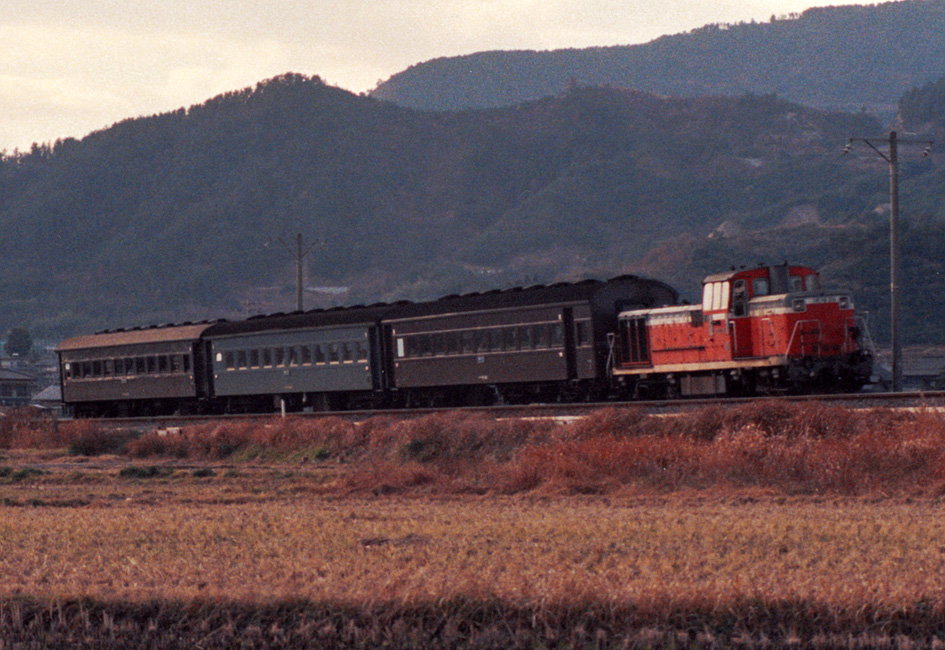
臨時急行「いよ52号」機関車次位にオハフ61が入った編成（1985年）。標準客車に比べ客室側窓が1ボックス分多いことで鋼体化客車と識別できる

前記の通り、ローカル線などの普通列車での運用が改造当時は想定されていた。
しかし1960年代までは、客車そのものが極端に不足していた事情から、オハ35系またはスハ43系を充当すべき急行列車にも、これらの代わりに60系が連結されているケースも少なくなく、遜色急行等と揶揄された。特に、予備車や普通列車用車両まで動員せねばならなかった臨時急行列車や団体専用列車には、このような例が多く見られた。修学旅行用等の団体列車では、一般型客車より座席定員が多く収容力に勝ることから、国鉄・旅行会社側からは運用上好まれてすらいた、という。
最も遅い例では、1985年（昭和60年）1月初旬、予讃本線の臨時客車急行列車「いよ52号」（伊予西条発高松行）に、鋼体化客車のオハフ61形1両が連結されていた、という、時代離れした運用記録例があり、この写真も残されている（『鉄道ピクトリアル』768号（2005年11月号）、電気車研究会、p.3、記録はp.55。）。DE10形ディーゼル機関車でオハフ61形を含む旧形客車3両を牽引するという、ローカル線の普通列車としても最低グレードの編成で、主要幹線で1985年（昭和60年）に運行された臨時急行列車としては異例だった。もっとも当時の四国では客車急行列車自体、最繁忙期である年末年始の数日間のみの運転となっており、「いよ52号」は普通列車の間合い運用で機関車・客車を用立てて運転されたものであった。編成も固定されていなかったため、オハフ61形が入った編成がたまたま運用された。
大量生産された車両であるが故、全盛期には配置されている客車が60系客車だけという客車区も数多くあった。東海道本線と山陽本線、およびその周辺には少なかったが、北関東・房総・北近畿などの線区には多数が配置されており、来る列車が全て60系客車ばかりで編成されているという様相を呈していた。

## 系列

### 三等車（本州以南向け）

#### オハ60形
1949年（昭和24年）から1950年（昭和25年）の間に390両 (1 - 390) が製作された、定員96名の狭窓タイプの三等車。窓幅は700 mmで、座席2区画で窓が3枚という、木造車時代の窓割を継承している。
車体側面の雨どいが省略され、出入台上の屋根に簡易な水切りが設けられた。後に、109両が座席をセミクロスシートとしたオハ60形1000番台に改造されている。座席をオールロングシートに改造された15両は、オハ63形となった。初期の製造車両では、洗面台用の仕切り窓に、船舶用の円形硝子が使用された。後年の整備に依って雨樋が設置された車両も存在していた。
> 番号新旧対照

#### オハフ61形

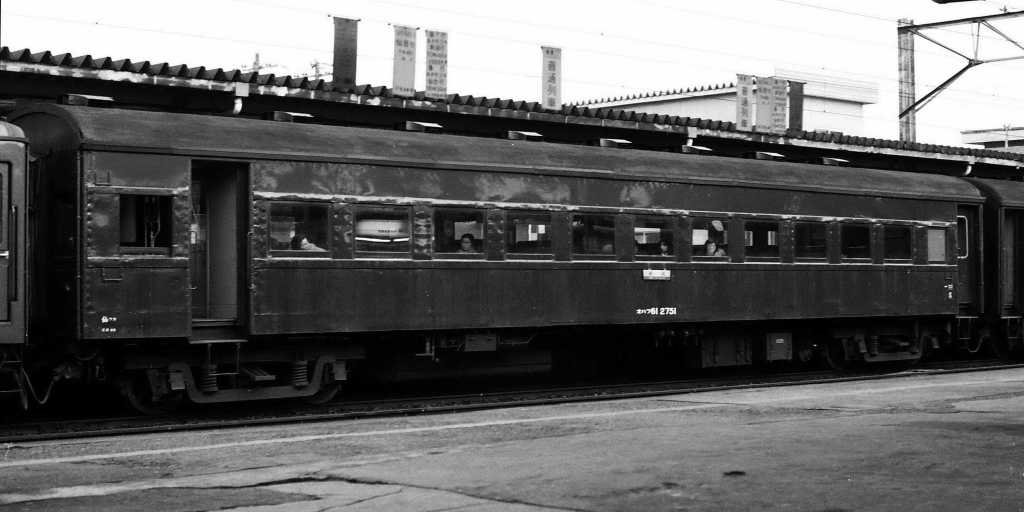
オハフ61 2751　会津若松駅（1981年）車端にある車掌室の側から見る

1950年より795両 (1 - 795) が改造された定員88名の三等緩急車。窓幅はオハ35形と同じ1,000 mmとなった。初めて車掌室を車端に移し、客室との間に出入り台を設けた。この構造は、スハフ42形など以降の緩急車にも継承された。
尾灯は着脱の手間を減らすため、客車としては初めて妻板に埋め込み式で取付けられた。これには1947年2月の「運転取扱心得」改訂により尾灯の2灯掲出が義務付けられた背景がある。
尾灯の設置位置は車体中心から左右に1,000 mm、床面から上に1,000 mmを基準とし、緩急車で車掌室側妻面に監視窓がある場合は左右とも高さが床面から380 mmになるなどの差異があったが、1951年度以降の鋼体化車は前後妻とも床面から380 mmの高さに統一された。尾灯には折畳式の円板が付いており、掲出時は上部に展開して赤色に塗装された面を開き、自重で折り畳まれないよう押金で固定された。
便所もスハ43系と同様にタイルでシーリングされた汽車便所スタイルとなり、水タンクも増量（700リットルのものを床下に1個装備に変更）され、長距離運用を可能にした。
後に、21両が座席をセミクロスシートとしてオハフ61形1500番台に、2両がオハフ64形になった。1965年には、北海道内で運用されていたオハフ61形 (370 - 379) に2重窓化などの改造を施し、オハフ62形 (31 - 40) に編入した。
> 番号新旧対照

#### オハ61形

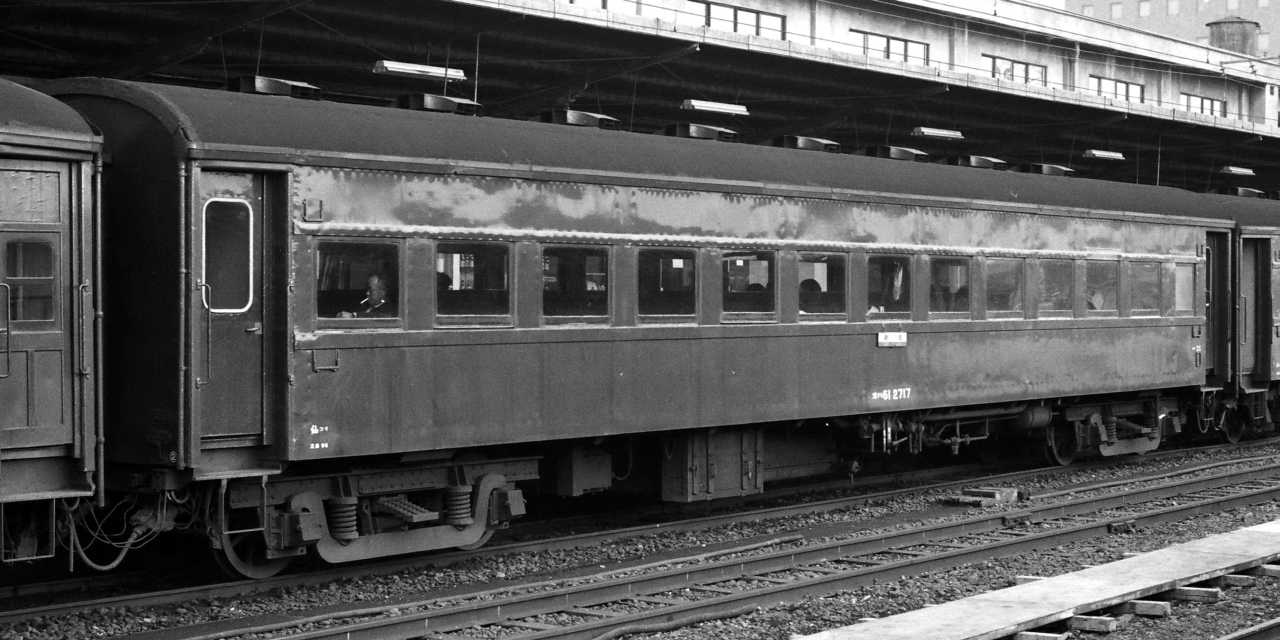
オハ61 2717 会津若松駅（1981年）

1951年より1,052両 (1 - 1052) が改造された定員96名の三等車。オハフ61形・スハニ61形に続いて幅1,000 mmの側窓が採用された。
後に、114両がオロ61形、オロフ61形に改造されたほか、92両が座席をセミクロスシートとしてオハ61形1500番台に、緩急車化した71両はオハフ61形1000番台になり、5両がオハ64形となった。
> 番号新旧対照

### 三等車（北海道向け）
1950年に登場したオハフ60形では北海道向けの二重窓車で窓幅は狭幅の700 mmであったが、1951年度のオハ62形からは設計統一の利点から本州向けと同じ窓幅となった。二重窓には鎧戸が設置できないため、巻き上げ式カーテンを装備している。床下の蓄電池も大型化され、歯車式車軸発電機を装備している。
北海道や東北北部で使用された。後天的な改造であるが、一部の車両には、混合列車での使用のためにダルマストーブや独立暖房装置（温気暖房機）が取り付けられていた。

#### オハフ60形
1950年（昭和25年）より70両が改造された、定員88名の北海道向け狭窓タイプの三等緩急車。雨樋は装備されている。この車両が登場した当時は、既に本州向けとして1 m窓のオハフ61形の改造が開始されていたが、当時は1 m窓の二重窓化が技術的に難しかったため、狭窓として落成した。
1974年（昭和49年）には1両が新幹線雪害対策試験車（オヤ90形）に改造されている。一部尾久区に存在していた事もあった。
> 番号新旧対照

#### オハ62形
1951年より130両が改造された北海道向け三等車。窓幅は本州向けのオハ61形と同じく1,000 mmで、オハ61形の鎧戸に相当する部分に二重窓の内窓が設置された。内窓には釣り上げばねが無いためオハフ60形の狭窓と比べて重くなったものの、夏季は上部に収納し、冬季は窓の開閉機会が少ないため、実用上の問題は大きくないとされた。
後に6両がキハ40（初代）やキサハ45に改造され、1974年には1両が新幹線雪害対策試験車（オヤ90形）に改造されている。
> 番号新旧対照

#### オハフ62形
1954年より30両が改造された北海道向け三等緩急車で、オハフ61形をベースに窓をオハ62形と同じ1,000 mm幅の二重窓とした。側窓を狭くする利点が少なく、設計を統一した方が有利とされたため、窓幅は広幅に統一されている。
後に5両がキハ45（初代）に改造された。オハフ61形 (370 - 379) から編入されたグループ (31 - 40) は蓄電池箱が在来のオハフ62形よりも小さい。
> 番号新旧対照

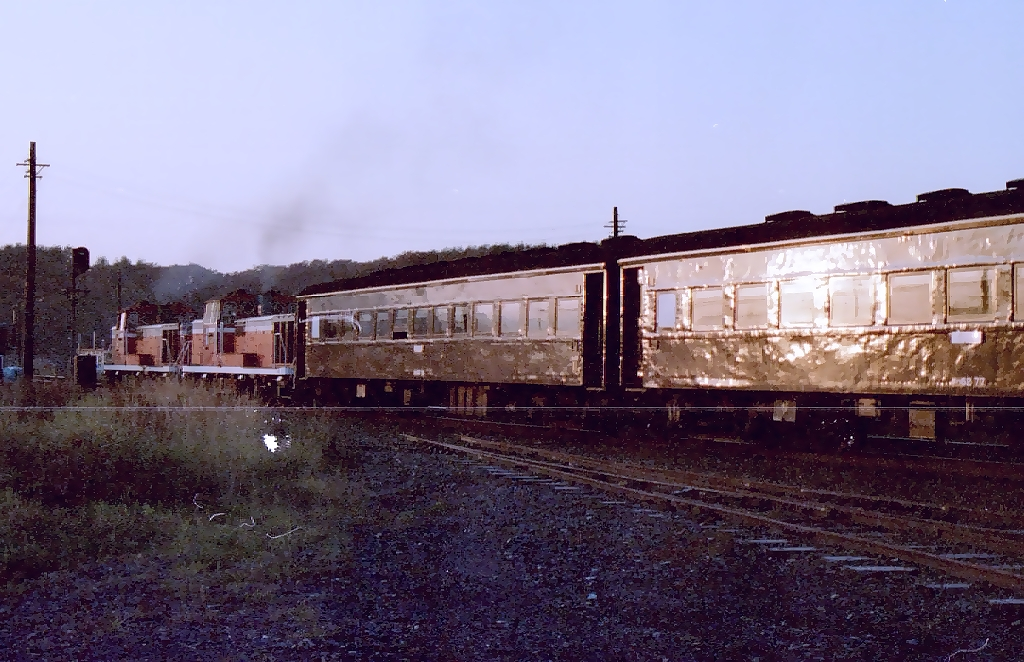
釧網本線 混646列車（1983年頃、弟子屈駅にて）
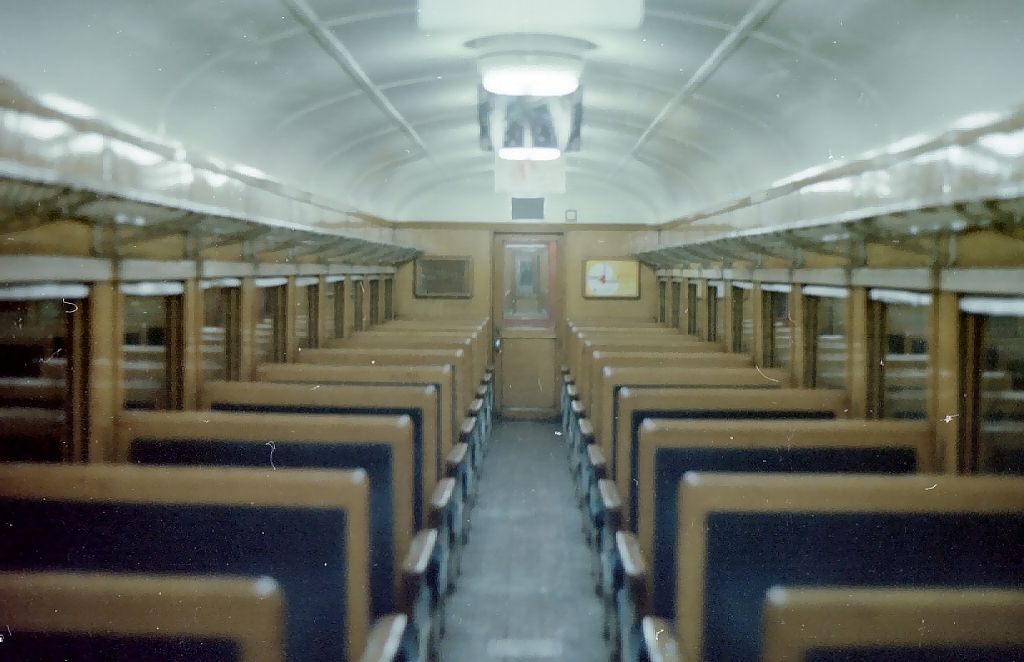
オハ62形の車内（1983年頃、釧網本線 混643列車）
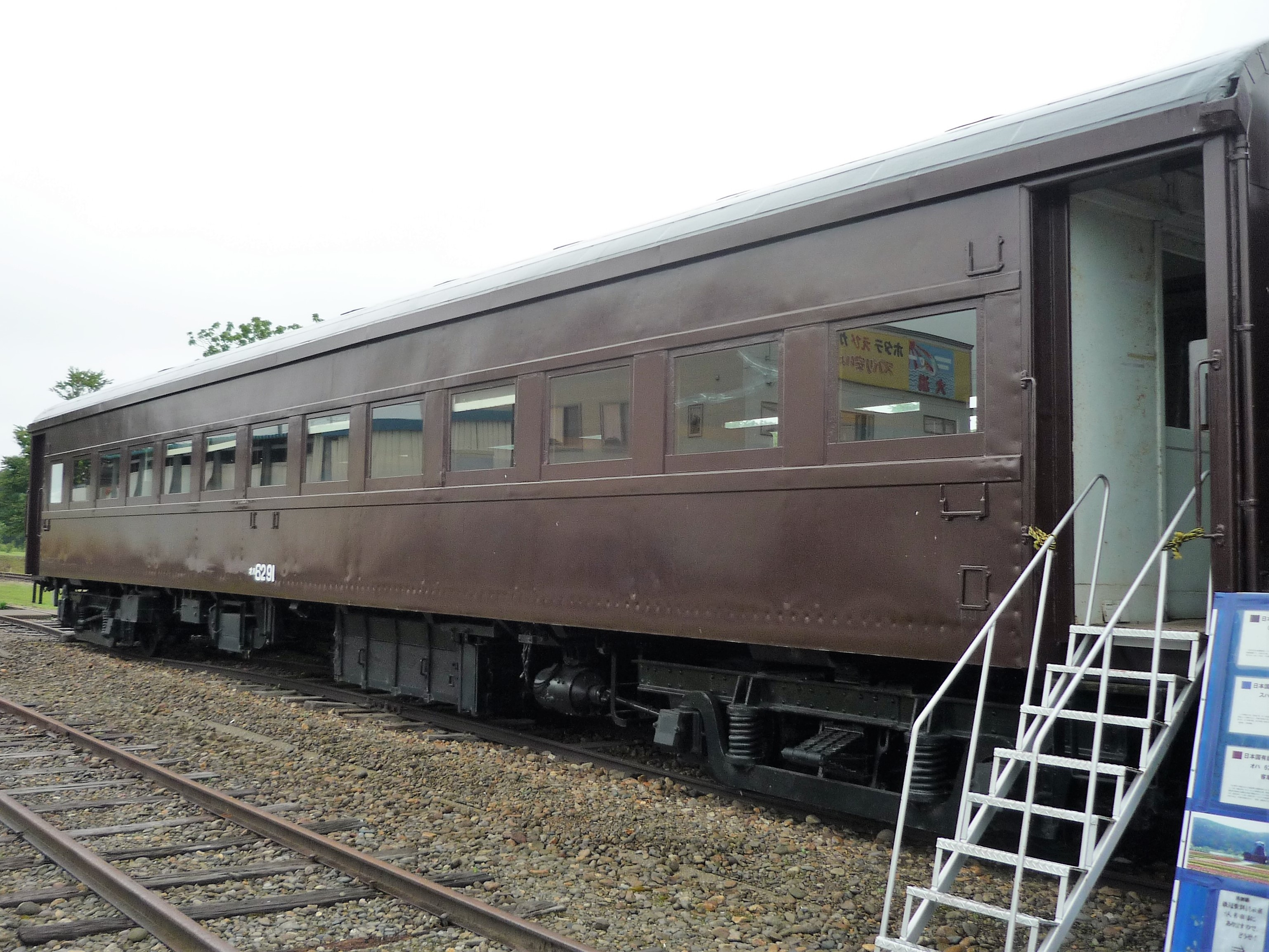
オハ62 91（計呂地駅跡）

### 優等車（グリーン車）
当初から優等車として製造されたスロ60形・スロ50形と、後年オハ61から改造されたもの、および和式客車がある。

#### スロ60形
1950年度に、鋼体化改造により大井工場と大宮工場にて計30両が製作された特別二等車。日本の二等車として、戦後にGHQの指示で開発が始まった自在腰掛 (リクライニングシート)が初めて採用され、特別二等車の初形式となった。当初は新製車のスハ42形を定員44名の一等車に改造する計画で、スイ32形の形式を想定していたが、設備の都合で転用改造が不可能とされたため鋼体化改造車としての製作に変更された。
国鉄としては従来の二等車とは設備格差が大きすぎるため、一等車のスイ60形として登場させる予定だったが、GHQ側の強い意向により二等車とせざるを得なくなった。突貫工事で製造されており、運用開始後約1年後の国鉄関係者による座談会で「窓枠のペンキが投入後1年で剥げている」という指摘に対し、参加者の星晃は「設計を始めてから4カ月余り」「最初の1両は実際仕事（工事）を始めてから3カ月」で急造せねばならなかった事情を吐露している。
室内は、列車の進行方向に合わせて回転できる2人掛けのリクライニングシートが22脚設置（定員44名）され、客室窓は1,000mm幅の広窓になっている。
便所は洋式のものが前後に1箇所ずつ設置され、水タンクも増量（床下に700リットルのものを2個設置）された。前記の通り計画の段階では一等車として落成する予定であったため床下への冷房装置搭載スペース確保や冷風ダクト設置などの冷房取付準備工事が施されていたが、二等車としたことにより冷房装置の取り付けなどは見送られ、最終的には実現しないまま終わった。冷風ダクトなどは近代化改造工事の際に撤去されている。
なお、2等寝台車に対して冷房装置を取り付けるにあたり騒音に関する実車試験を行う際、冷房取り付け準備工事が行われている当形式を使用することとなった。1957年にスロ60 29,30に対して改造が行われ、その成果はナロハネ10の設計に取り入れられた。
台車は乗り心地を改善した鋳鋼枠ウイングバネ式台車のTR40形を装着している。
後に、6両 (13 - 18) が荷物保管室を車掌室に改造する工事を施工され、100番台（113 - 118、元番号+100）となった。
冷房化工事の対象外になったため、荷物車への改造あるいは廃車により淘汰され、スロ50形共々、グリーン車になった車両は存在しない。
> 番号新旧対照

#### スロ61形→スロ50形
1950年度に、鋼体化改造により大宮工場にて10両が製作された特別二等車。当初は完全新製車として計画されたが、価格面でメーカーと折り合わず、国鉄工場製の鋼体化改造車として製作された。そのためスロ61形として出場したが、新製車の予算で鋼体化改造が施行されたため、予算処理上の都合で、すぐにスロ50形に改形式され、鋼体化改造の銘板も新製の銘板に取り換えられた。
基本的な構造はスロ60形と変わらないが、座席のピッチが狭くなり、定員が48名となった。これにより窓割りも変更され、700ミリ幅の狭窓が並ぶ形態となった。便所は前後2ヶ所にあるが、和式に変更されている。この設計は、のちに新製されたスロ51形・スロ52形に踏襲された。
スロ60形、スロ50形ともに、一等車（二等級制時の）の冷房改造工事の対象から外されたため、大部分の車両が後述の荷物車（マニ36形、マニ37形）に改造された。
> 番号新旧対照

#### 計画のみの形式
大型木造客車は二等車、二・三等合造車も多数が鋼体化改造対象となって地方線区、支線区用の二等車が不足したことから、木造二等車の代替用としてリクライニングシートを装備しない二・三等合造車｢オロハ61形｣改造が検討されていたが、戦時中に三軸ボギー・二重屋根の優等寝台車を三等客車に格下げ改造したマハ47形（鋼体化車と同程度の接客設備とされた）を元に、便所・洗面所寄りの半車部分を二等座席とした二・三等合造客車のスロハ38形に再改造する増備策が選択され、1951年〜1952年度にかけ50両が改造されて支線区二等車復活に充てられた
ことから、鋼体化改造車による普通列車用二等車は実際の増備に至らなかった。

### 座席郵便荷物合造車（本州以南用）
座席郵便荷物合造車は当初の計画では17m級のままでの鋼体化が計画されたが、結局全形式とも20m級として改造工事が実施された。

#### オハユ61形
3等座席郵便合造車で、1955年に11両が鋼体化改造により製造された。
オエ61形に改造された1両を除き、1967年 - 1973年の間に全廃された。
> 番号新旧対照

#### オハユニ61形

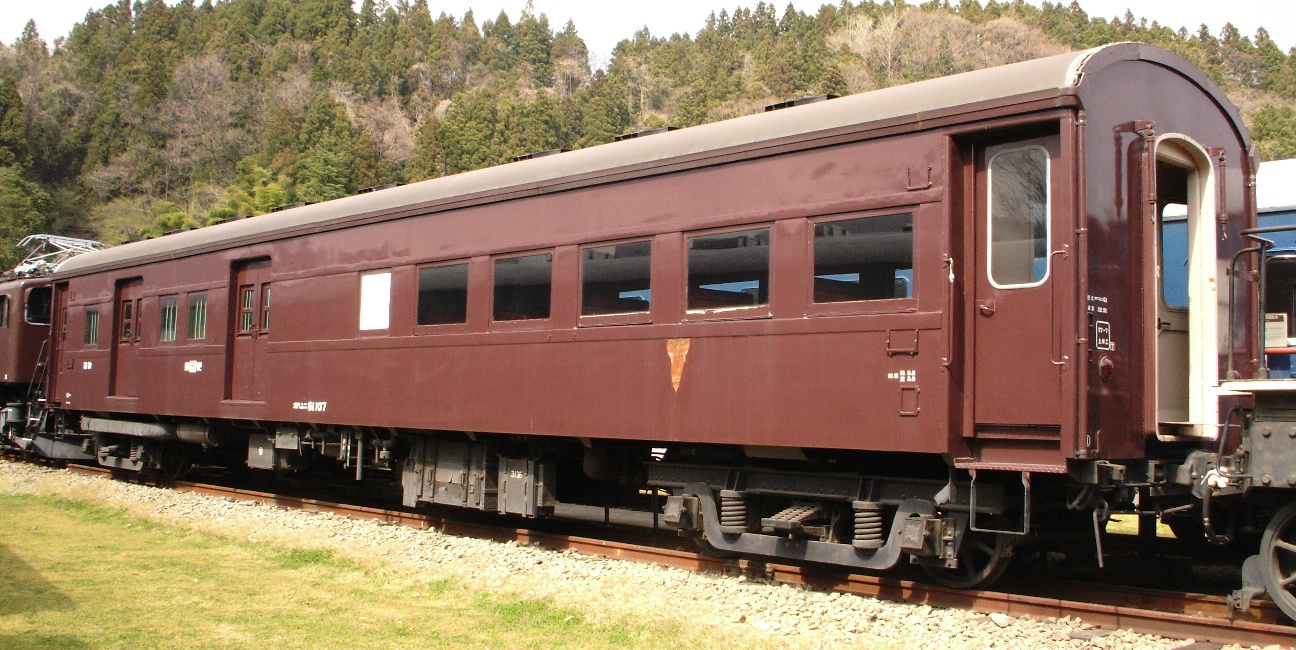
オハユニ61 107（碓氷峠鉄道文化むらに保存）

3等座席郵便荷物合造車で、1952年から1956年までの間に130両が鋼体化改造により製造された。大量に製造された理由としては、前記の1951年6月の総武本線四街道駅での木造車破損事故に伴う対策で老朽化木造客車を大量に改修・廃車した際、郵便車が不足したためである。
客室デッキ側から見ると、3等座席・郵便室・荷物室の順で3室が配置されている。106以降は、郵便室部分の区分室と郵袋室の位置が逆転している。
1960年代から荷物車などへの改造や廃車で減少し、1984年には2両を残すのみになり、最後まで残った106・107の2両は五能線での使用を最後に1987年に除籍されたが、107は高崎での長期留置を経て、碓氷峠鉄道文化むらで静態保存されている。五能線では混合列車の運用のために独立式温風暖房機を装備しており、107の床下にはこれが現在も残されている。
> 番号新旧対照

#### オハユニ63形
3等座席郵便荷物合造車で、オハユニ61形と異なり、郵便室・荷物室が共用構造となっている。1954年に40両が鋼体化改造により製作されたが、1960年から1962年にかけて全車マニ60形に改造された。
> 番号新旧対照

#### スハニ61形→オハニ61形
1950年 - 1955年に475両が鋼体化改造により製造された3等座席荷物合造車。荷物室の荷重は5 tでス級であったが、ローカル線での牽引両数確保に問題があるため、1954年に4 tに削減され、全車がオハニ61形に形式変更された。形式変更以降の製造車は当初からオハニ61形。
この形式のうちの14両（501 - 514） は、北海道向け車として1重窓ながら蓄電池の大型化などの対策を実施の上で製造されたが、1重窓であったことなど耐寒耐雪が徹底されていなかったことが災いし、登場後数年で水戸や秋田などに転属したものが存在した。車掌用の後部確認窓がなく、後部標識灯が高い位置に設置された車両が存在している。
> 番号新旧対照

#### オハニ63形
優等列車用の三等座席荷物合造車で、三等室はスハ43系に準じた造りである。製造当初は、暫定でTR11形を装備しオハニ63形と称していた。1955年から1956年の間に30両が鋼体化改造により製造され、優等列車に充当された。アコモデーションが在来車に比して改良されたスハ43系客車は、1950年代に急速に各地の優等列車に投入されたが、特急用以外の座席荷物合造車の新製投入がなかったため、その代替として鋼体化車の本形式が充当された。当初予定では手配でき次第国鉄工場にてTR23形台車に振替する予定であったため、あらかじめそれに合わせたブレーキ連結棒取り付け穴も開けられていた。
> オハニ63形番号新旧対照

### 座席郵便荷物合造車（北海道用）

#### スハユニ62形
オハユニ61形の北海道向け車。1952年に20両が鋼体化改造により製造された。構造は、オハユニ61形の前期形（1 - 105）と同じである。側窓は二重窓で、暖房強化や蓄電池増設も行われている。
大部分がマニ60形に改造され、スハユニのままで最後まで残されたのは6両のみである。最後の1両となったスハユニ62 10は当初は苗穂区に配置されたが、最終期には都城区に転属され、1984年に廃車された。同車は全般検査の周期が切れるまで余裕があったことと、都城区でハユニが不足していたため、北海道向けであった同車の九州への転属が成立した。
> 番号新旧対照

#### オハユニ64形
オハユニ63の北海道向け車で、1954年に10両が鋼体化改造により製造されたが、1962年・1963年に全車マニ60形（電気暖房付2000番台）に改造され、本州各地に転属した。
> 番号新旧対照

#### スハニ62形
スハニ61形の北海道向け車で、1952年から1956年の間に45両が鋼体化改造により製造された。
> 番号新旧対照

### 郵便・荷物車
こちらも当初は17m級のままでの鋼体化が計画されていたが、全車20m級として改造されている。
鋼体化郵便車は4両しか改造されなかった。その背景には、当時郵便車が郵政省所有であることが大きかったためといわれている。前記の通り、台枠を延長する際は他車からの部材を切り継いで改造していたが、郵政省の財産に国鉄所有の部材を取り付けるわけにはいかず、区別のための管理や作業に手間がかかる。そのため、しばらくはオハユニ61を大量に改造して郵便輸送に充当し、残存する木造郵便車は新造の鋼製郵便車で置き換えた方が良いと判断された。

#### オユ60形
郵政省所有の郵便車で、1950年に2両が鋼体化改造により製作された。1955年に、全車がオユ61形と同構造に改造され、オユ61形に編入された。
> 番号新旧対照

#### オユ61形
郵政省所有の郵便車で、1952年に2両が鋼体化改造により製作された。1955年にオユ60形改造車が編入された。
> 番号新旧対照

#### スユニ60形
鋼体化改造により製造された郵便荷物合造車で、1954年から1955年の間に67両が製造された。荷重は、郵便室4t・荷物室6tである。
20両（201 - 218・301 - 302）は、北海道向け車として製作された。全車が車体強度の点で有利な魚腹台枠を備える車両を種車としている。台枠は301 - 302を除き、UF15形を改造したUF219形である。301 - 302は、オハニ25760形から流用した特殊魚腹台枠のUF16形を改造したUF220形である。
> 番号新旧対照

#### マニ60形
荷重14トンの荷物車で、565両が製造された。当初から鋼体化改造により全室荷物車として製造されたグループと、1960年以降に鋼体化客荷合造車などから全室荷物室化改造で編入されたグループに大別される。最終的には合造車改造グループの方が多数派となった。
当初は1953年から1955年の間に205両が鋼体化改造により製造され、このグループは狭窓が多用されているのが外観上の特徴である。
本州向け長形台枠車 (1 - 44) 、青函航送用魚腹台枠車 (201 - 240) 、北海道内用魚腹台枠車 (241 - 245) 、本州向け魚腹台枠車 (301 - 307, 351 - 459) がある。スユニ60形同様に魚腹台枠は2種類存在し、301 - 307がUF220形、それ以外がUF219形である。

## 改造車

### 特別二等車への格上げ車

#### オロ61形・オロフ61形
急行・準急列車に連結されていた、リクライニングシートを装備しない旧形二等車（転換クロスシートもしくは固定クロスシート装備車で「並ロ」と呼ばれた）をリクライニングシート車に置き換えるため、1959年から1962年にかけてオハ61形を改造し、特別二等車としたもの。増備中、1960年に等級制が3段階から2段階となったため、一等車となる。
既存の便所・洗面所側とは逆側の車端デッキが潰されて便所が増設されている。室内は、内張りがベニヤから樹脂化粧板に張り替えられ、蛍光灯が装備された。座席はリクライニングシート11列・44席に変更されている。改造車のため、窓割（1,335mm）と座席間隔（1,270mm）は一致していないが、室内前後長の余剰から、標準寸法の1,160mmより110mmも大きな座席間隔となっている。一方、断熱は不十分で、冬期の保温性が悪い傾向があったという。
台車は、改造時に乗り心地改善のため、10系客車同様のTR52A形（鋼板プレス溶接組立構造・ペデスタル軸バネ式軽量台車）に振り替えられている。
登場の背景には、急行・準急の二等車の特ロ化と、北陸及び東北地方の電化進展による電気暖房の客車への取り付けがある。ナロ10形以前に登場した各形式（スロ60形・スロ50形 - スロ54形）のリクライニングシートは偏心回転機構を備えており、それゆえ当初は電気暖房の設置が困難と見られていた。設置方法の見直しによりオロ61形ではナロ10形と同等の偏心回転なしの座席を用い、できた回転部の余裕部分に電気暖房器を設置しているが、既存各形式の座席をこれに取り替えた上で電気暖房化しても、金額的にオロ61形の格上げ改造と大差ない金額と見積もられていたことも当形式の増備を多くした。
重い〝ス〟級車が主流であった一等車の中では、特に台車の軽さもあって自重が比較的軽く、電気暖房を取り付けても〝オ〟級に収まった。このため、碓氷峠越えの区間を抱え重量制限の厳しい信越線系統をはじめ、勾配区間の運行が多い上野発着の客車急行列車は本形式の独擅場であった。
- オロ61形
オハ61形から改造されたもので、電気暖房付きの2000番台車が96両、電気暖房無しの100番台車が15両改造された。一部は、オロフ61形に改造された。

> 番号新旧対照
- オロフ61形
オロ61形の緩急車形で、オハ61形を改造したものと、オロ61形を緩急車化（乗務員室に手ブレーキを取り付け）したものがある。

> 番号新旧対照

### 冷房化改造による形式変更

#### スロ62形・スロフ62形

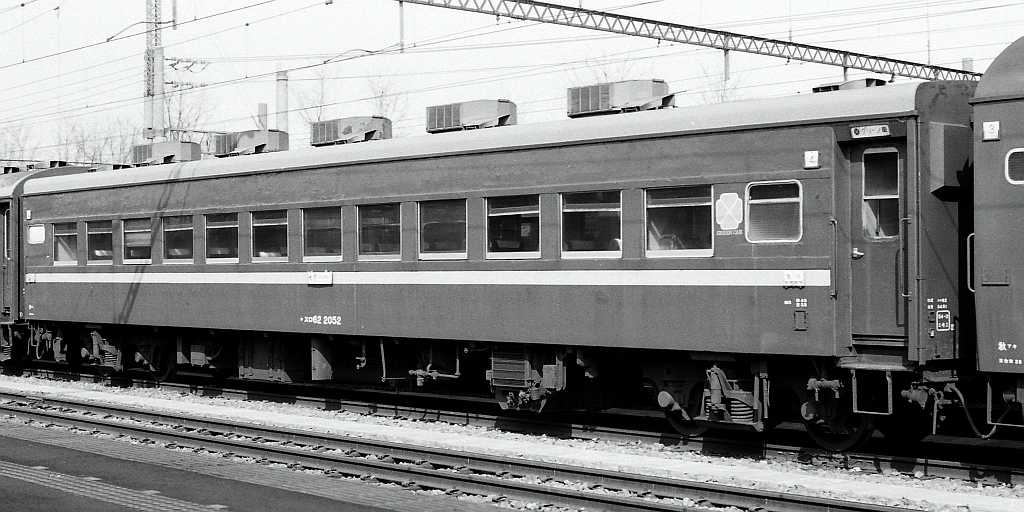
スロ62 2052

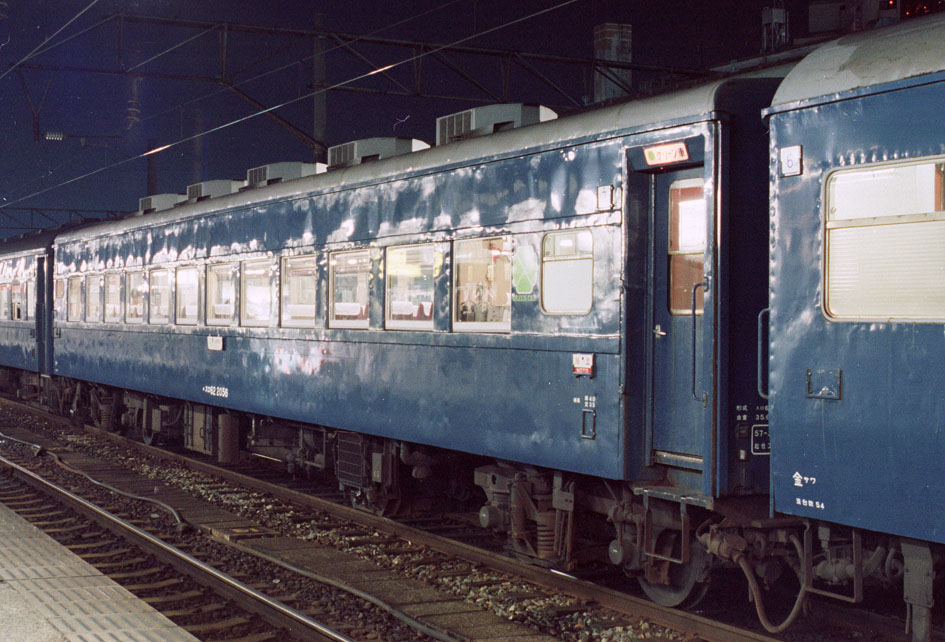
スロ62 2056

オロ61形・オロフ61形に独立機関式冷房装置を搭載したもので、低屋根化した上で屋根上に冷房装置を5基搭載し、床下にディーゼル発電機が装備された。これらの改造による重量増のため、別形式となった。
改造を担当した工場により、雨樋の設置高さが高低2種類が存在する。（後述のお座敷客車に改造された際、同一編成中に雨樋高さが異なる車両が混在する編成も存在した）。スロフ62形の中には、スロ62形から改造されたものもある。
一部のスロ62形は、北海道向け改造を施され、500番台 (501 - 506) となった。
> スロ62形番号新旧対照
> スロフ62形番号新旧対照

### 電気暖房設置による形式変更

#### スハニ64形
オハニ61形の電気暖房取付け改造車。改造による自重増で重量等級が変更されたために、別形式が起こされた。
> 番号新旧対照

### 和式客車への改造車

#### オハフ80形→オロフ80形
国鉄初の団体用和式客車スハ88形（1960年に3軸ボギー式客車を改造）に続いて、1961年にオハ61から改造された和式客車。1両が製作され、主として定期旅客列車に団体用として増結する形で運用された。改造当初は普通車扱いだったが、1972年にグリーン車に改形式された。1975年3月に廃車となった。なおオハフ80形にはこれ以外に35系客車からの改造車もある。
> オハフ80形番号新旧対照
> オロフ80形番号新旧対照

### スロ81系和式客車

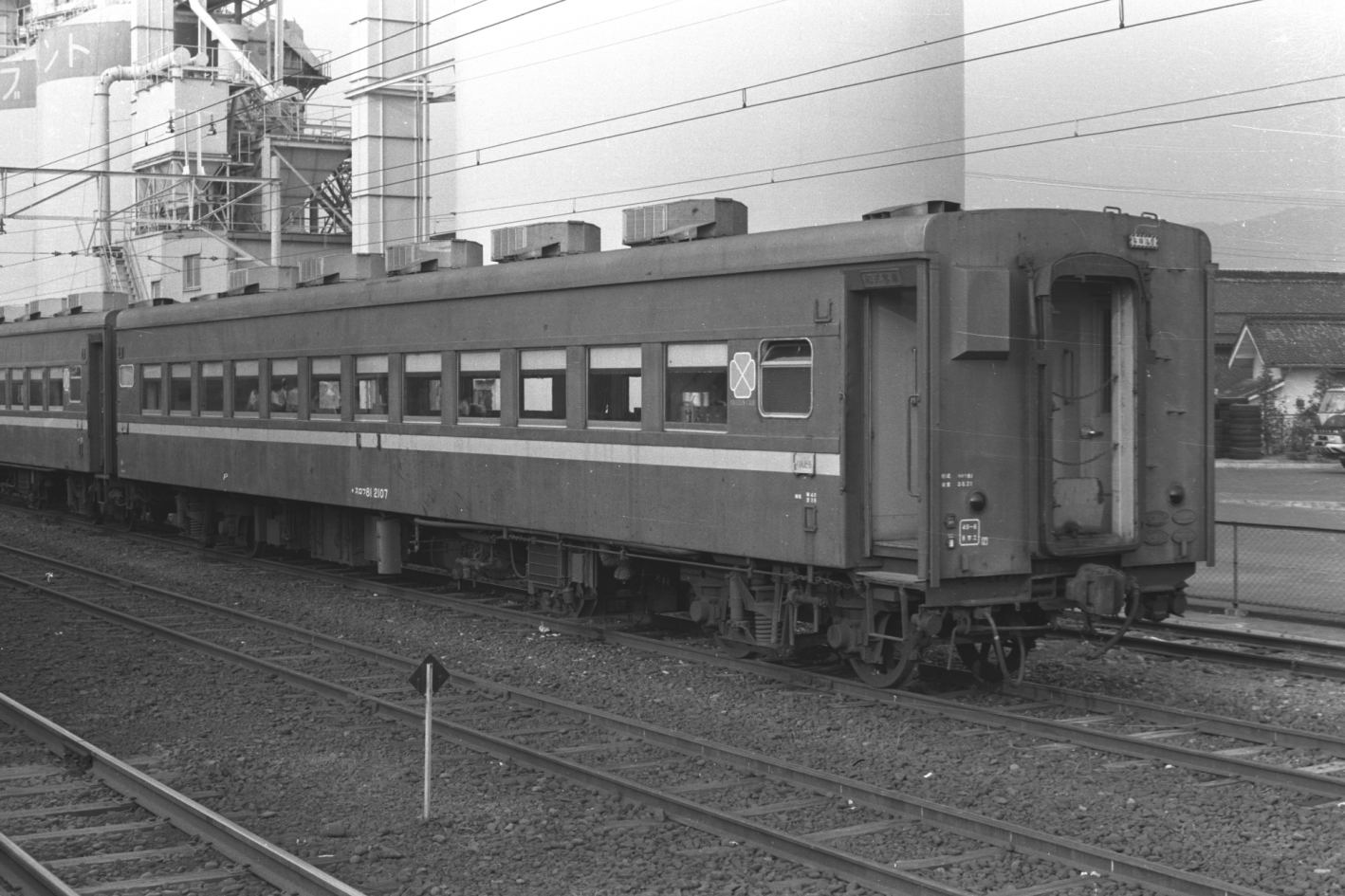
スロフ81形（川中島駅）

スロ62形・スロフ62形を1972年（昭和47年）から改造して製作された和式客車で、スロ81系あるいは81系客車とも呼ばれる。それ以前の和式客車が冷房無しで居住性が不十分だったことから、冷房搭載車のスロ62形グループをベースに、和式客車のみで組成された（半）固定編成を組む前提で改造された。1970年代は急行列車の特急格上げが進み、客車グリーン車が余剰化しつつあった時期で、スロ62形グループがまとまった種車とされた形である。
車内は車端部の洗面所と洋式便所を撤去して物置に改造し、デッキ横の洗面所と和式便所は残された。改造種車となったスロ62形・スロフ62形は全車電気暖房併設改造済みの2000番台車である。
金沢、静岡、門司、長野、名古屋、大阪、東京南の各鉄道管理局向けに順次落成し、スロ81形とスロフ81形による6両編成で団体列車に使用された。車体塗装は青15号に淡緑帯が標準であったが、大阪局と東京南局では12系と同じくクリーム色の帯2本が入っていた。
1983年8月には東京南鉄道管理局品川客車区（現・東京総合車両センター田町センター）配置の和式客車（通称「シナ座」）が臨時列車「お座敷踊り子」として運転されたが、これは旧型客車による特急運用の最後の例となった。
老朽化により12系改造の和式客車に順次置き換えられ、スロ81系は大半の車両が国鉄時代に廃車となっている。東京南鉄道管理局所属の6両は1986年に12系改造の「江戸」に置き換えられて水戸客車区（→水戸運転所）に転属し「ふれあい」の愛称を付けられた。この6両は国鉄分割民営化により東日本旅客鉄道（JR東日本）に承継され水戸支社に所属し、1989年には茶色に淡緑帯の塗装に変更されたが、1990年7月に廃車となった。

#### スロ81形
スロ81形は1972年から1980年にかけて28両が改造された。種車にはスロ62形26両のほかスロフ62形2両も含まれている。
> スロ81形番号新旧対照

#### スロフ81形
スロ81形に対応する緩急車で、スロフ62形を種車に14両が改造された。緩急車となった以外はスロ81形とほぼ同一である。
> スロフ81形番号新旧対照

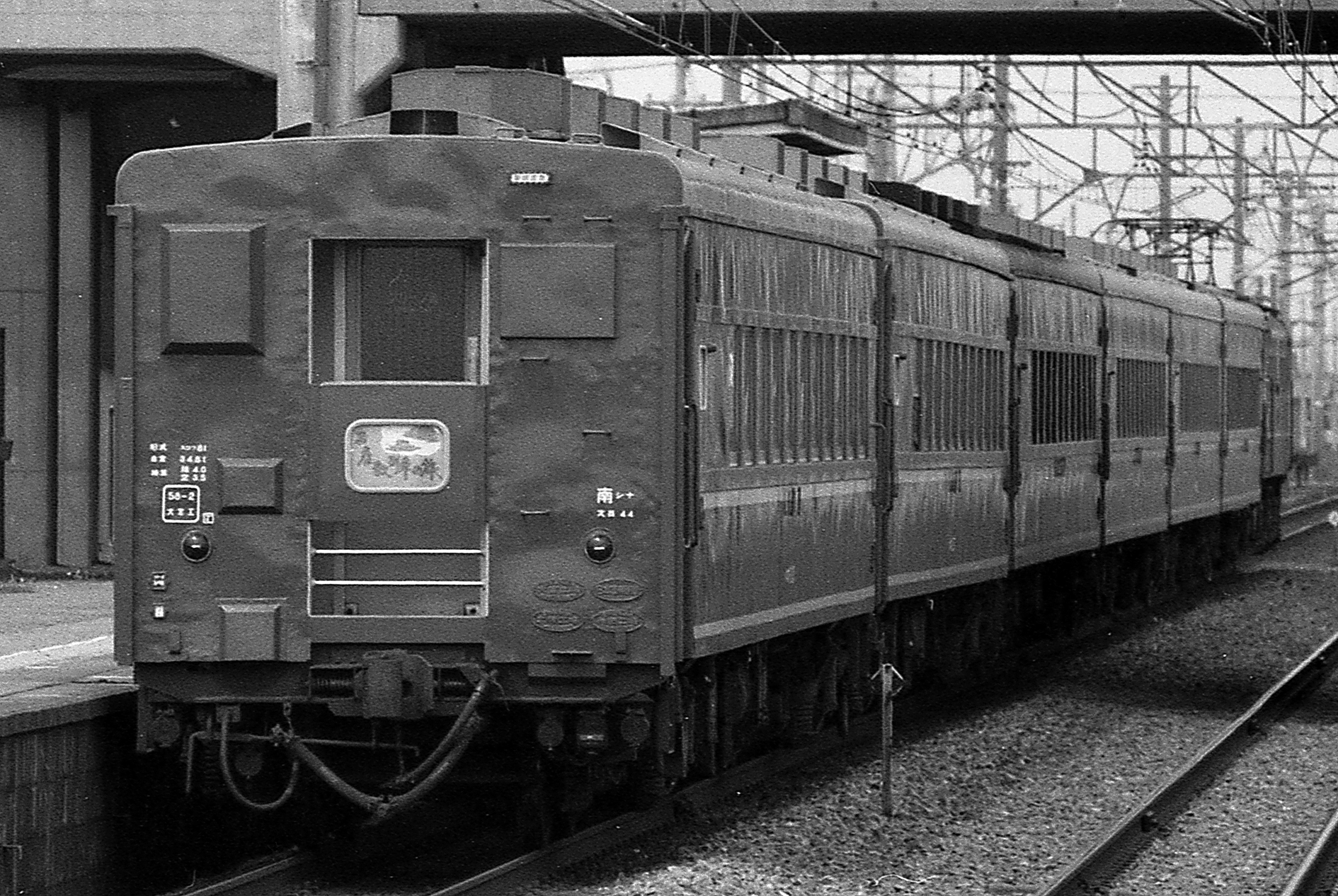
スロ81系お座敷客車（品川客車区所属車、1984年頃、東刈谷駅）
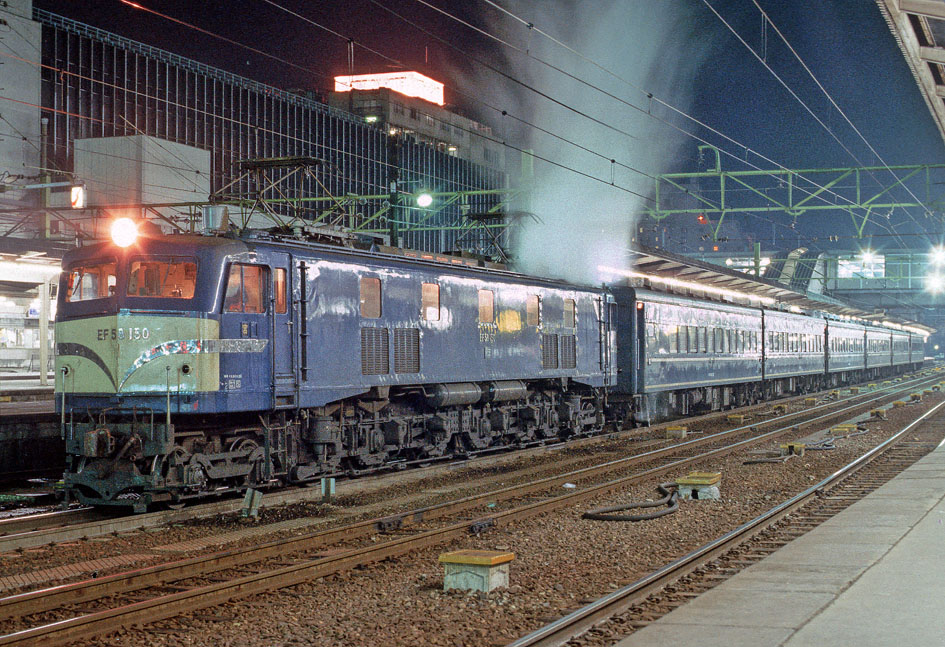
EF58 150牽引スロ81系お座敷客車（宮原客車区所属車、1984年頃、広島駅）

### 緩急車化改造車

#### オハフ61形1000番台

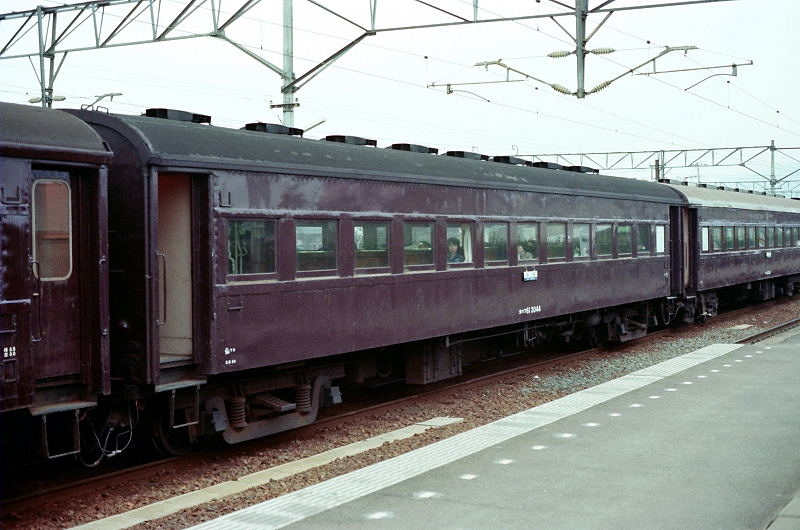
オハフ61 3044（1981年）車掌室がデッキの内側

オハ61形に緩急車化改造を施し、オハフ61形に編入したもの。1965年から1966年（昭和41年）の間に71両 (1001 - 1071) が改造された。定員は0番台車と変わらないが、車掌室が乗降デッキの内側に設置されているため、外観は0番台車と異なる。のちに、2両が1500番台に改造された。
> 番号新旧対照

### 台車振替車

#### オハニ36・スハニ37形

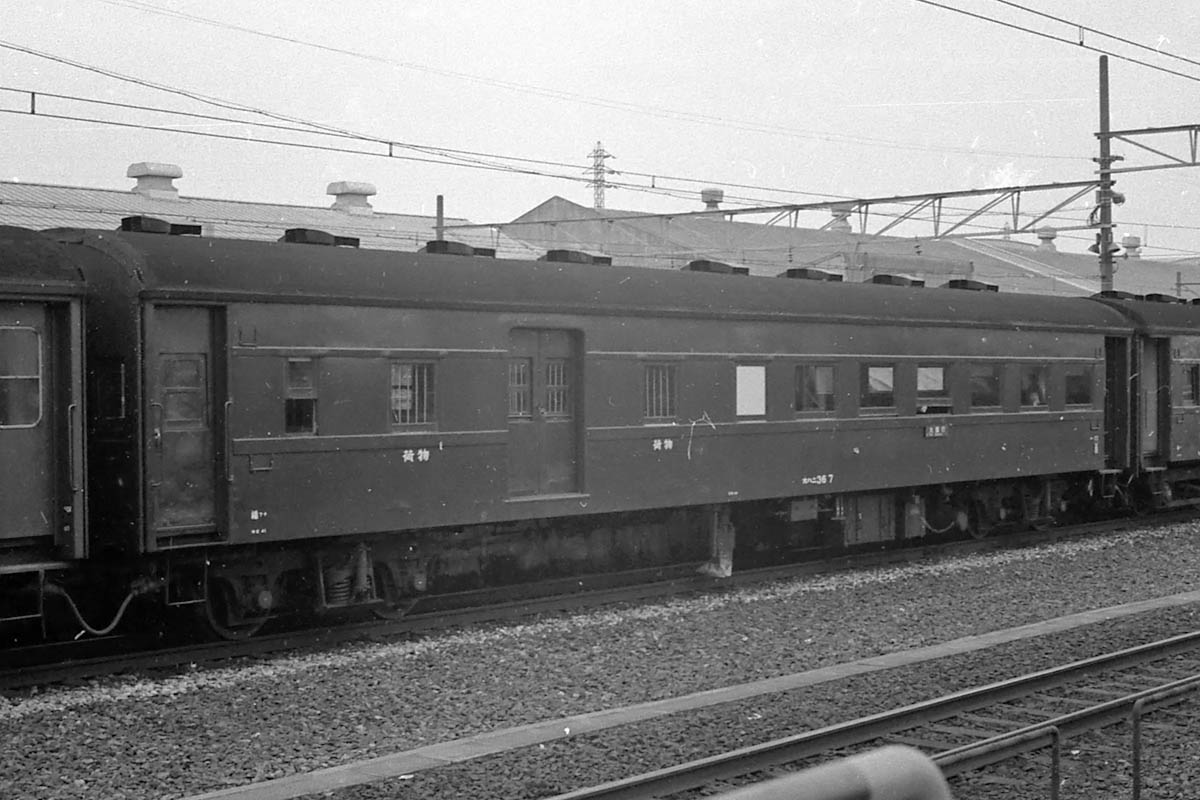
オハニ36 7

オハニ63形のTR11形は高速走行時のピッチングが激しく、優等列車用に適さないため、1956年から1957年の間に、台車を軽量客車で使用されているTR50系に準じた設計のTR52形に交換し、オハニ36形に形式変更された。また、電気暖房装置を取り付けられたオハニ36形は、重量増によりスハニ37形に改形式された。
> オハニ36形番号新旧対照
> スハニ37形番号新旧対照

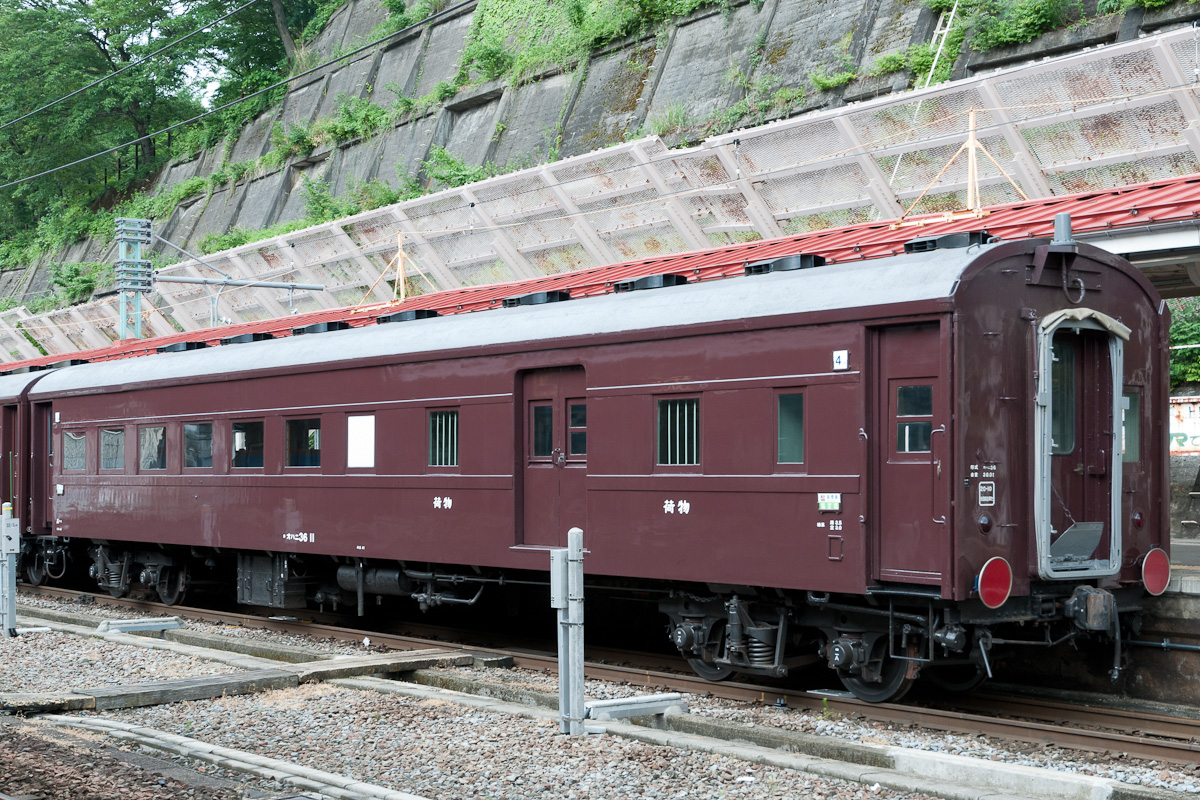
JR東日本にイベント列車用として残るオハニ36 11（水上駅）
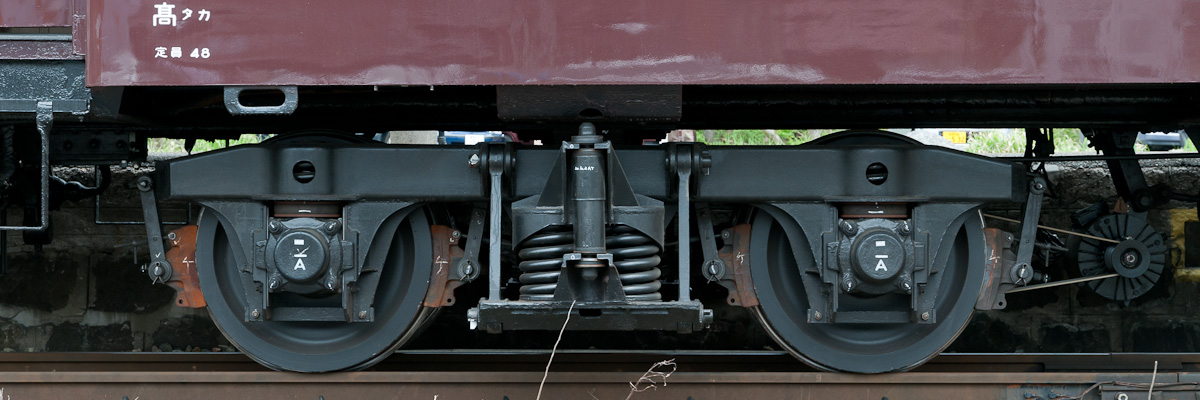
オハニ36 11のTR52A形台車

#### マニ61形

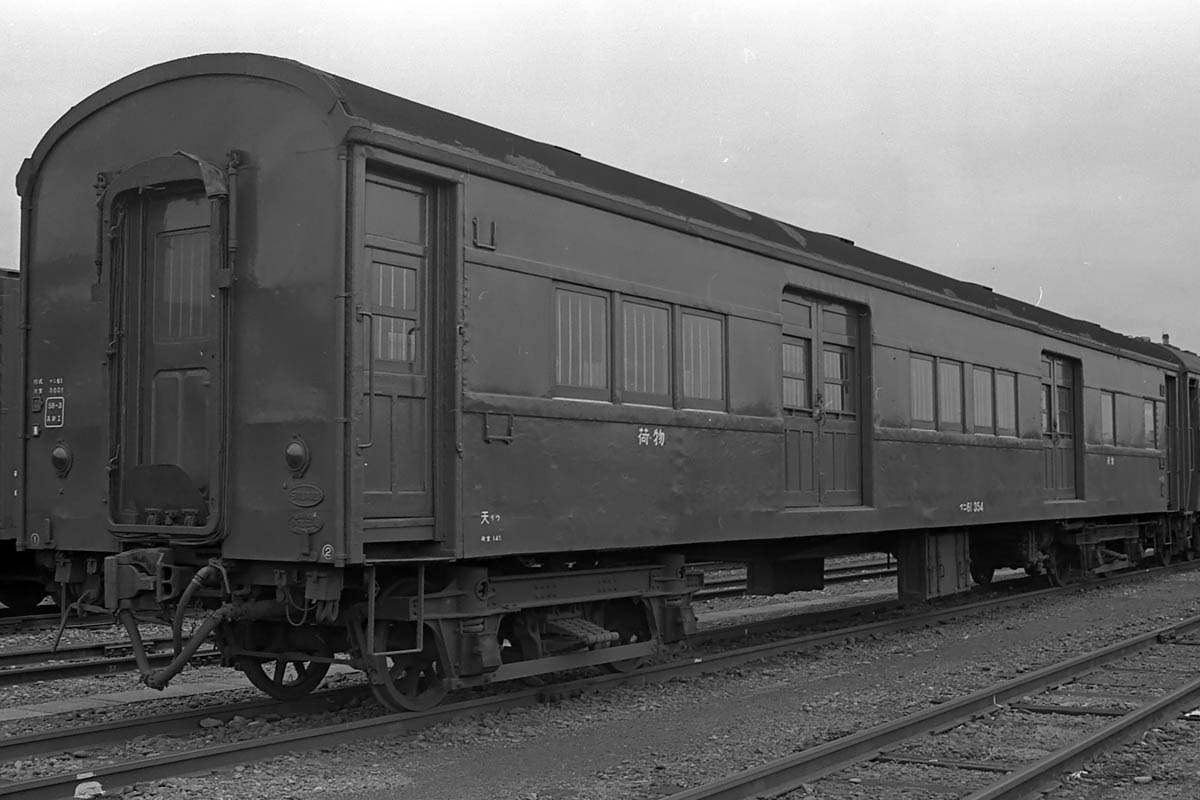
マニ61 354

マニ60形を急行荷物列車で運用すると、TR11形のピッチングの激しさから振動がひどく、荷物によっては荷痛みの原因になった。この問題を解決するため、スハ32、スハフ32形と台車を入れ替え、振動が若干抑制されるTR23形を装着したもので、1964年から1967年の間に41両が改造された。本改造により台車を変更したスハ32形はオハ56形、スハフ32形はオハフ35形に改形式された。
従来は上記の説が有力とされたが、1960年代前半にスハ32、スハフ32形が区間列車や支線区での運用が主体になるにあたって、ス級の客車は換算の制約を受けて効率よく運用できなかったために、マニ60形と台車交換したというのが真相のようである。
種車の違いにより、長形台枠車 (1 - 2007) 、客荷合造車改造車 (101) 、北海道運用向け魚腹台枠車 (201 - 212) 、本州向け魚腹台枠車（301 - 303・351 - 2368）がある。
> 番号新旧対照

### 通勤形改造車

#### オハ60形1000番台
オハ60形のセミクロスシート化改造車で、1963年（昭和38年）から1965年（昭和40年）の間に109両 (1001 - 1109) が製作された。洗面所と出入台付近の座席8ボックス分（前後4ボックスずつ）が撤去され、この部分にロングシートが設置された。この改造により、定員が120名（立席を含む）となった。
> 番号新旧対照

#### オハ61形1500番台
0番台車にオハ60形1000番台と同様の改造を施したセミクロスシート車で、1965年から1968年（昭和43年）の間に92両 (1501 - 1592) が改造された。
> 番号新旧対照

#### オハフ61形1500番台
1500番台 (1501 - 1523) は0番台車と1000番台車にセミクロスシート化改造を施したもので、1965年から1968年の間に23両が改造された。種車の内訳として、0番台車を改造したものが21両（1501 - 1519・1522・1523）、1000番台車を改造したものが2両（1520・1521）となっている。改造法は、他のセミクロスシート改造車と変わらないが、車掌室があるため、定員は112名となっている。
> 番号新旧対照

#### オハ63形
通勤用として、オハ60形の座席を全てロングシートに改造し、吊革を設置したものである。デッキとの仕切り壁は存置され、客室側に灰皿（計4箇所）を備える。仕切扉（通路幅）も拡大されていない。1963年より15両が製作された。一部の車輌は、座席が車端まで設置されていないのが確認されている。
- 番号新旧対照

### 和田岬線用改造車（オハ64系）

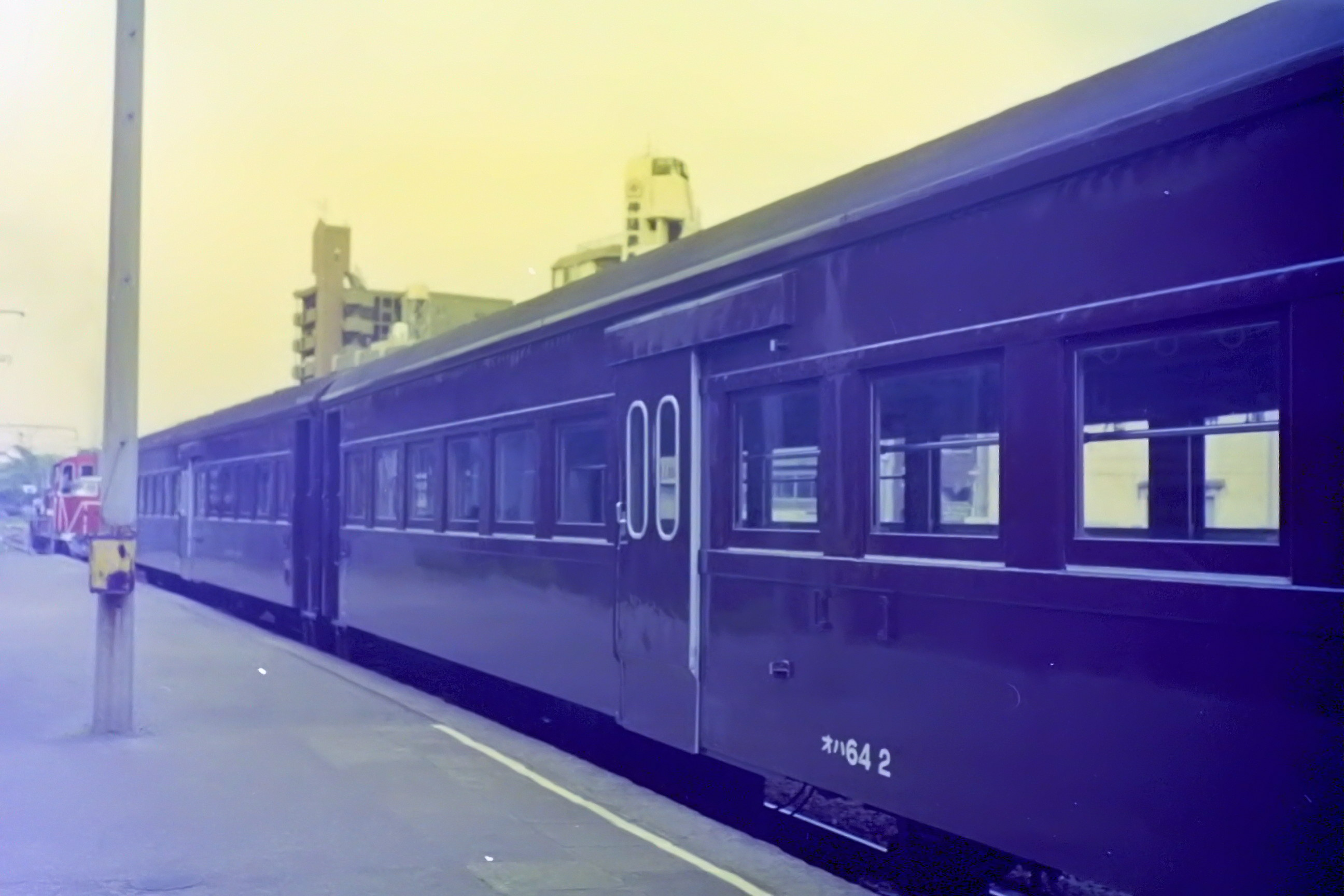
オハ64ホーム側

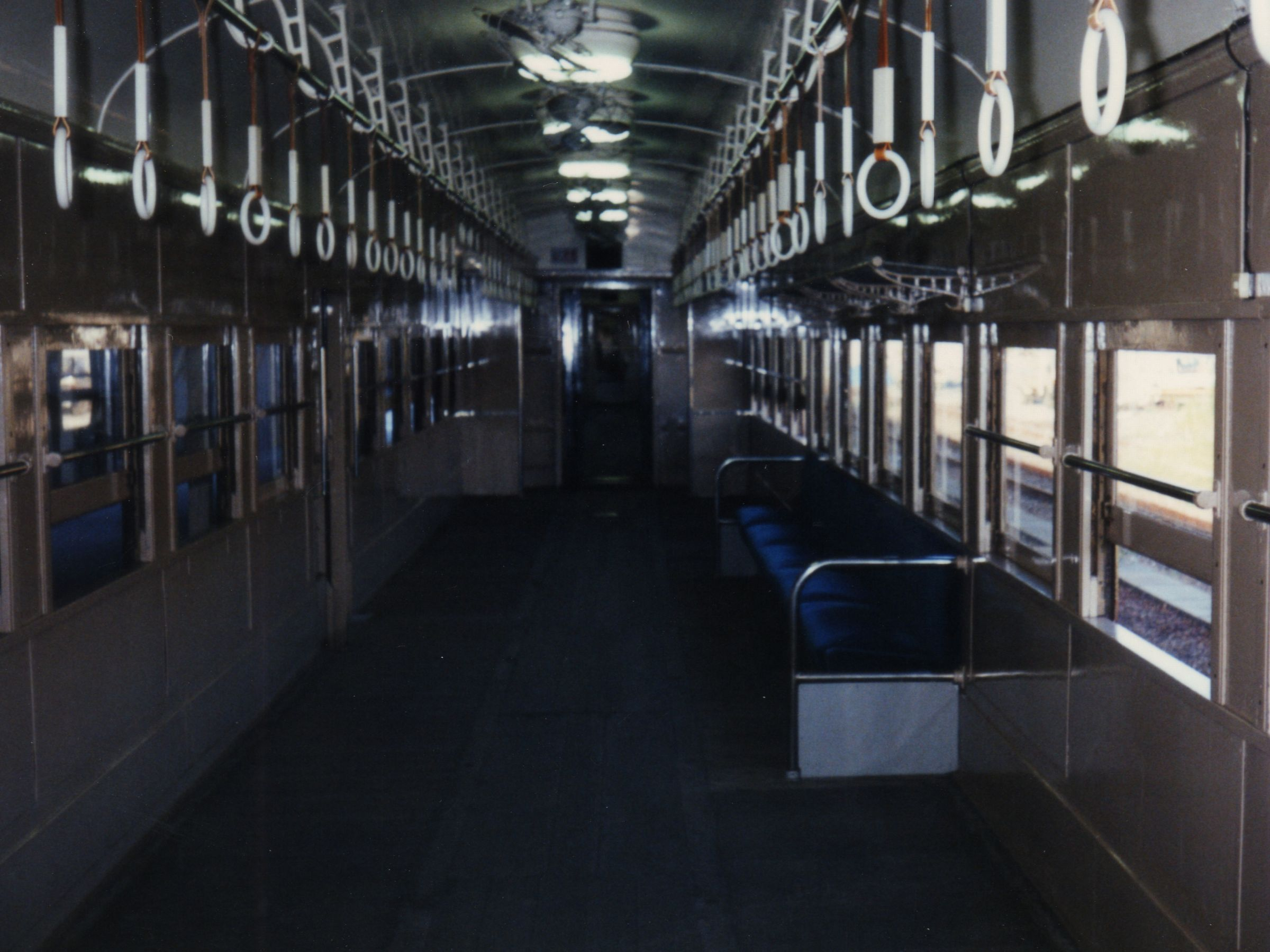
オハ64車内

山陽本線支線の和田岬線（兵庫駅 - 和田岬駅間）で従来使用されていたオハ30・オハフ31形（それぞれ2代目）の老朽化置き換え用として、1969年に和田岬線専用車としてオハ61形を改造した通勤形客車である。車内の座席は一部をロングシートとした以外は撤去され、後の改造で兵庫・和田岬の両駅でホームに面する側の側面中央部に外吊り扉が増設された。
当初はDD13形とのプッシュプル運転が行われ、混用を経た後にDE10形に変更された。1987年の国鉄分割民営化では西日本旅客鉄道（JR西日本）に継承され、イベント用・保存用以外の旧型客車としては国鉄 (JR) 最後の一般営業用車として知られたが、1990年9月を最後にキハ35・キクハ35形300番台に置き換えられ廃車となった。

#### オハ64形
オハ64形はオハ61形を種車に5両が後藤工場で改造された。定員は120名である。
和田岬線は通勤時間帯の混雑対策と乗車時間が短いことから、座席定員20名のロングシートを設けた以外の座席は撤去され、便所と洗面所も撤去された。デッキと客室の間の仕切りは幅が1,500 mmに広げられ、引き戸が撤去された。ロングシート真上の部分以外は網棚も撤去され、吊り革が設けられた。短距離運転のため車軸駆動発電機では十分な電力が得られず、蓄電池が2基に増設されている。
台車は木造車から流用したTR11形を、他形式からの廃車発生品であるTR23に交換された。この交換は、定員超過状態での詰め込み乗車が常態であったため、心皿荷重上限の小さいTR11形では荷重に耐えられないと判断され交換されたと見られている
1973年頃に山側（ホームのある側）の車体側面中央部に外吊り式の手動乗降扉が新設され、5人分の座席が撤去されている。引戸部分には乗降用ステップが設けられたが、台枠横梁を切断したことから補強板を追加して強度が確保された。
- オハ64形 > 番号新旧対照

#### オハフ64形
オハフ64形はオハ64形に対応する緩急車で、オハフ61形を種車に2両が後藤工場で改造された。定員は111名。
オハ64形と同じく、1973年頃に山側（ホームのある側）の車体側面中央部に外吊り式の手動乗降扉が新設され、5人分の座席が撤去されている。短距離運転のため車軸駆動発電機では十分な電力が得られず、運用末期には蓄電池が4基に増設されている。
- オハフ64形 > 番号新旧対照

### 郵便・荷物車の改造車

#### マニ60形（合造車改造車）

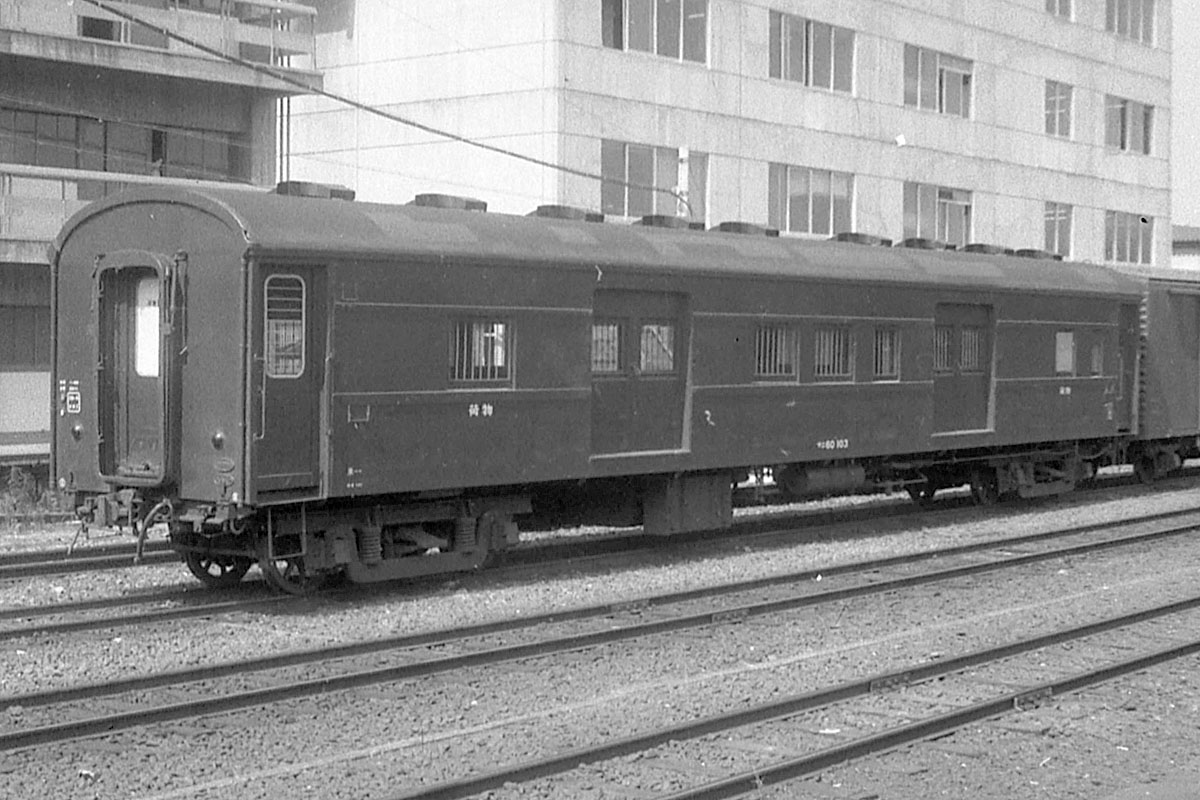
マニ60 103

1960年から1972年の間に合造車の改造編入により360両が改造されたもので、改造種車の広窓が残っているのが外観上の特徴である。以下のようなものがある。
- オハユニ63形改造車 (2051 - 2090) 、オハユニ64形改造車 (2091 - 2100)
- オハニ61・スハニ62形改造車（2101 - 2200・2501 - 2570・2573 - 2575・2578 - 2585・2587 - 2603・2605 - 2640・2651 - 682・2687・2688・2693 - 2695）
- オハユニ61・スハユニ62形改造車（2571・2572・2576・2577・2586・2604・2641 - 2650・2683 - 2686・2689 - 2692・2696 - 2699・700 - 707）
- スユニ61形改造車 (711 - 713)

> 番号新旧対照

#### マニ36形300番台

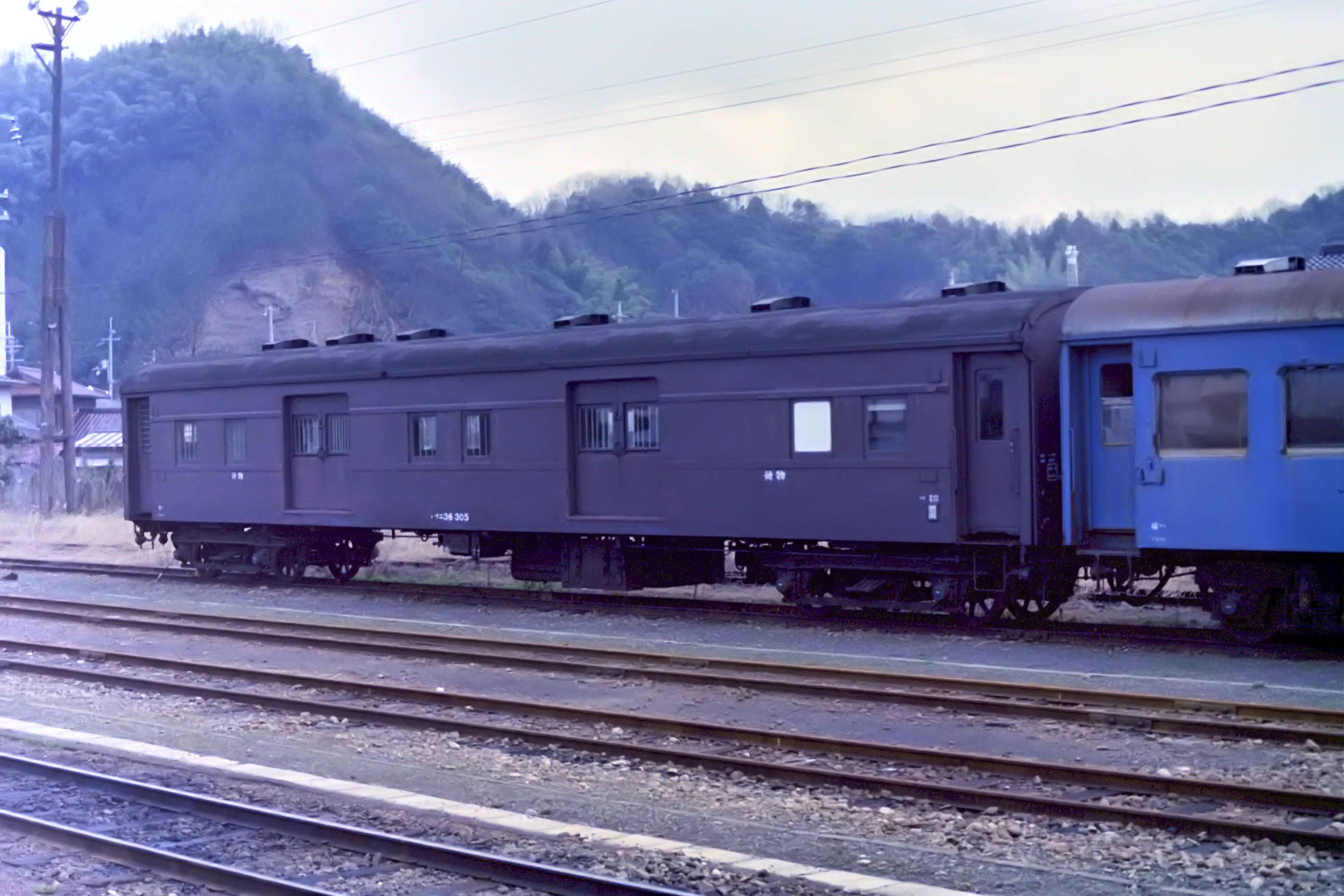
マニ36 305

1966年以降、主に元優等車からの改造で237両が製作された荷物車。本系列ではスロ50形から1両 (331) 、スロ60形から11両（302 - 328、欠番あり）が1967年に改造され、台車はTR47形からTR23形に振り替えられている。303はスエ30 48と振り替えられていた。
> 番号新旧対照

#### マニ37形

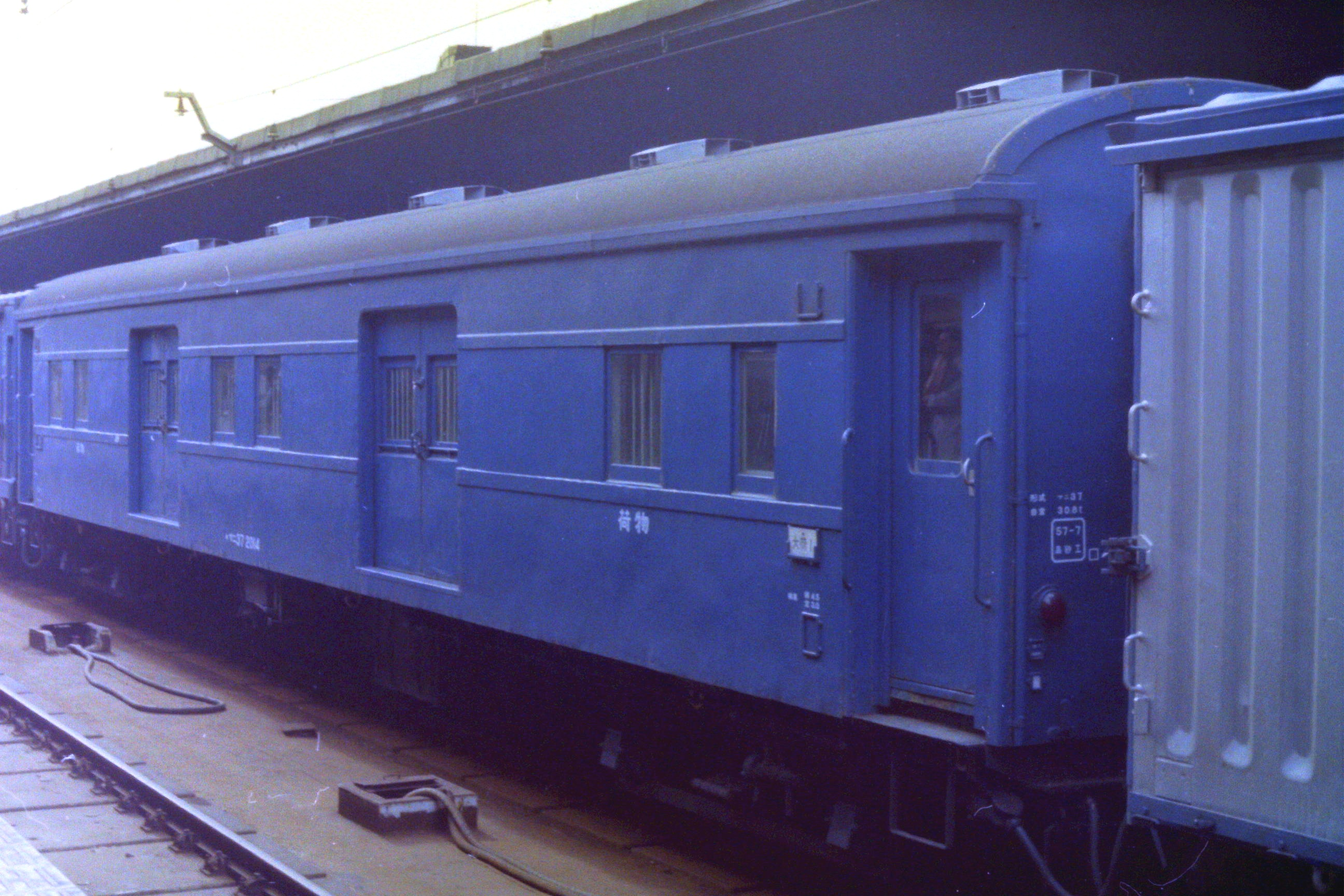
マニ37 2014

1967年以降、主に元優等車からの改造で37両が製作されたパレット荷役対応荷物車。他の荷物車との区別のため、車体色は青15号。本系列ではスロ50形から8両（3・4・2005 - 2010）、スロ60形から12両（1・2・2011 - 2020）が改造され、台車はTR47形からTR23形に振り替えられている。1 - 4は改造当初、出入台が後位1ヶ所のみであった。
1 - 4は1974年、14系客車への併結改造や出入台の増設を受け、201 - 204となった。
> 番号新旧対照

#### スユニ61形

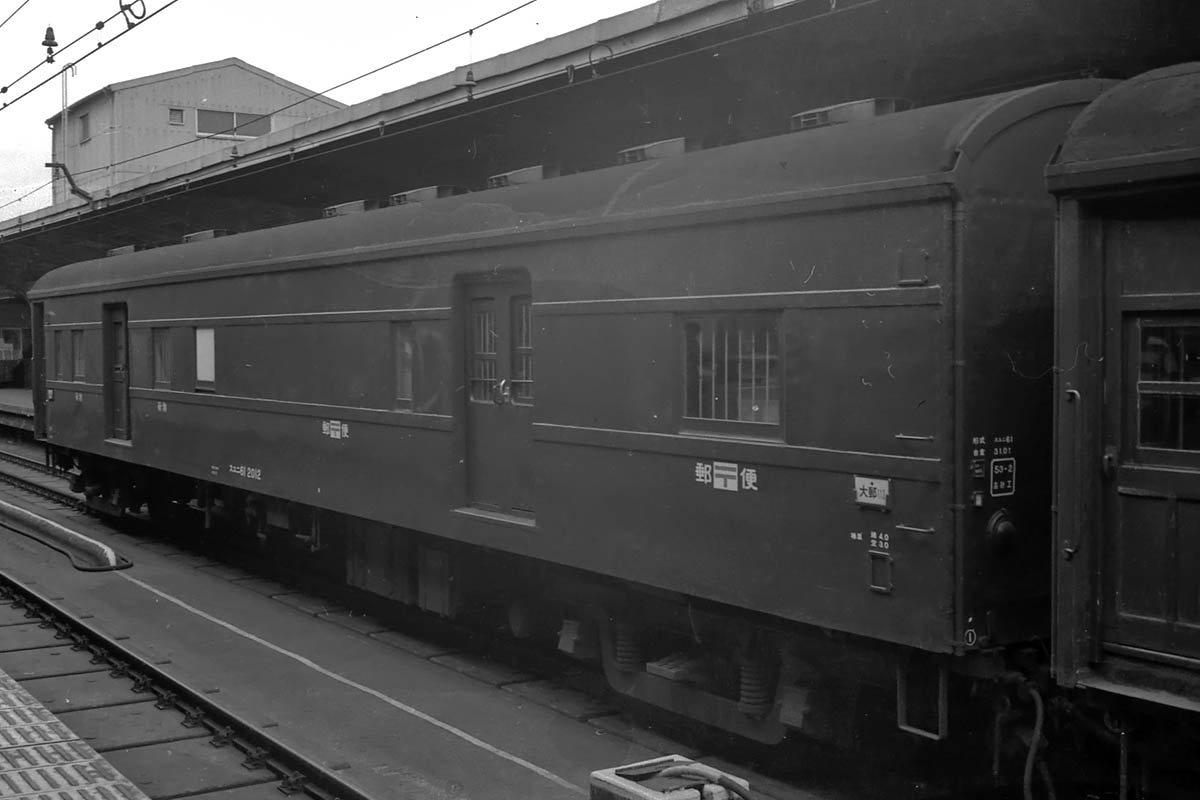
スユニ61 2012

客荷合造車などの改造により製造された郵便荷物合造車で、1965年から1968年間に90両が製造された。荷重は、郵便室5t・荷物室5tである。オハニ61から改造された基本番台 (1 - 49) のほか、TR23形を装着した100番台（101 - 2120：オハニ61・オハユニ61形改造）、500番台（501 - 516：オハニ61・スハニ62形改造）がある。
300番台 (301 - 305) は、43系に属するスロフ53形からの改造であるため、鋼体化客車ではない。
> 番号新旧対照

### 事業用車への改造車

#### オヤ33形
ED75形電気機関車用の教習車。オハニ36・スハニ37形の改造で53 - 56の4両である。
> 番号新旧対照

#### オヤ60形
職員輸送用の職用車。オハフ61形の改造で1 - 5の5両である。
> 番号新旧対照

#### オヤ61形
オヤ61形へは3両が改造された。1は門司局の信号機器教習車でオハユニ61形の改造、2は長野局の信号機器教習車でオハフ61形（オハ61形改造）の改造、2021は金沢局のEF81形電気機関車用教習車でスロフ62形の改造である。
> 番号新旧対照

#### スヤ61形
スヤ61形 (スヤ61 2001) は鉄道労働科学研究所の試験車で、スロフ62形の改造である。
> 番号新旧対照

#### オヤ62形
オハニ61形改造の工事用宿泊車で、オヤ62 1, 2の2両である。
> 番号新旧対照

#### オヤ90形
東北・上越新幹線用車両の検討用として、オハ62 127とオハフ60 48を改造した雪害対策試験車である。
1972年度頃には種車の番号のまま改造されて試験に使用されていたが、1974年度にオハ62 127がオヤ60 1、オハフ60 48がオヤ60 2に正式に形式変更された。オヤ90 1は雪切室やルーバーが設けられ、床下はボディーマウント構造とされた。オヤ90 2は外観に大きな変化はないが、外幌が設置された。
試験は北海道で行われ、走行試験は宗谷本線旭川駅 - 名寄駅間で、定置試験は旭川車両センターと旭川駅、名寄駅で行われた。
両者とも1978年に廃車となった。試験結果は新幹線試験車961形の成果と併せて200系の設計開発に活用された。
> 番号新旧対照

#### オル60形
オル60形はマニ60改造の配給車で、オル60 1の1両である。
> 番号新旧対照

#### オエ36形
オエ36形はオハニ36形改造の救援車で、オエ36形1 - 3の3両である。
> 番号新旧対照

#### オエ61形
| オエ61 67（豊富駅前に保存） |  | オエ61 309 |
| オエ61 67（豊富駅前に保存） |  | オエ61 309 |

オエ61 (1 - 39, 41 - 101, 308, 601)は救援車で、種車はオハフ61、オハユ61、オハニ61、スハニ62、オハユニ61、スユニ61、マニ60、マニ61、オル60、マニ36（スロ60形改造）、マニ37（スロ60形改造）の各形式となる。
JR北海道にオエ61 14・67の2両が承継されたが、1990年度に廃車となった。
> 番号新旧対照

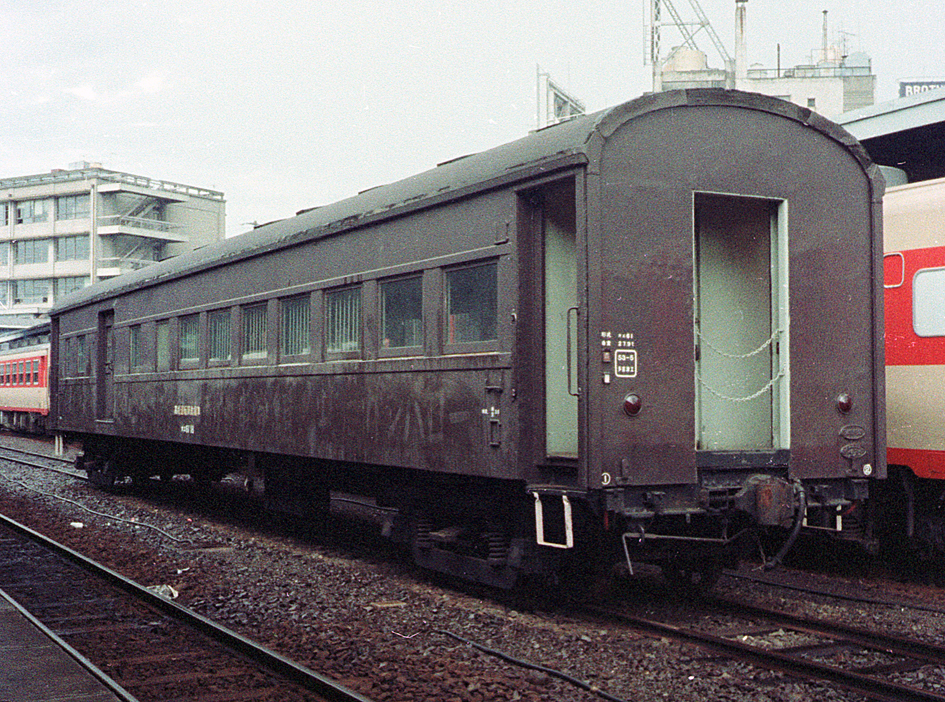
オエ61 18（1982年、高松駅）

#### 新幹線939形
939-202は新幹線用の工事用宿泊車で、1983年にスロ62形から改造。JR東海に引き継がれ1994年に廃車。
> 番号新旧対照

### 気動車への改造車

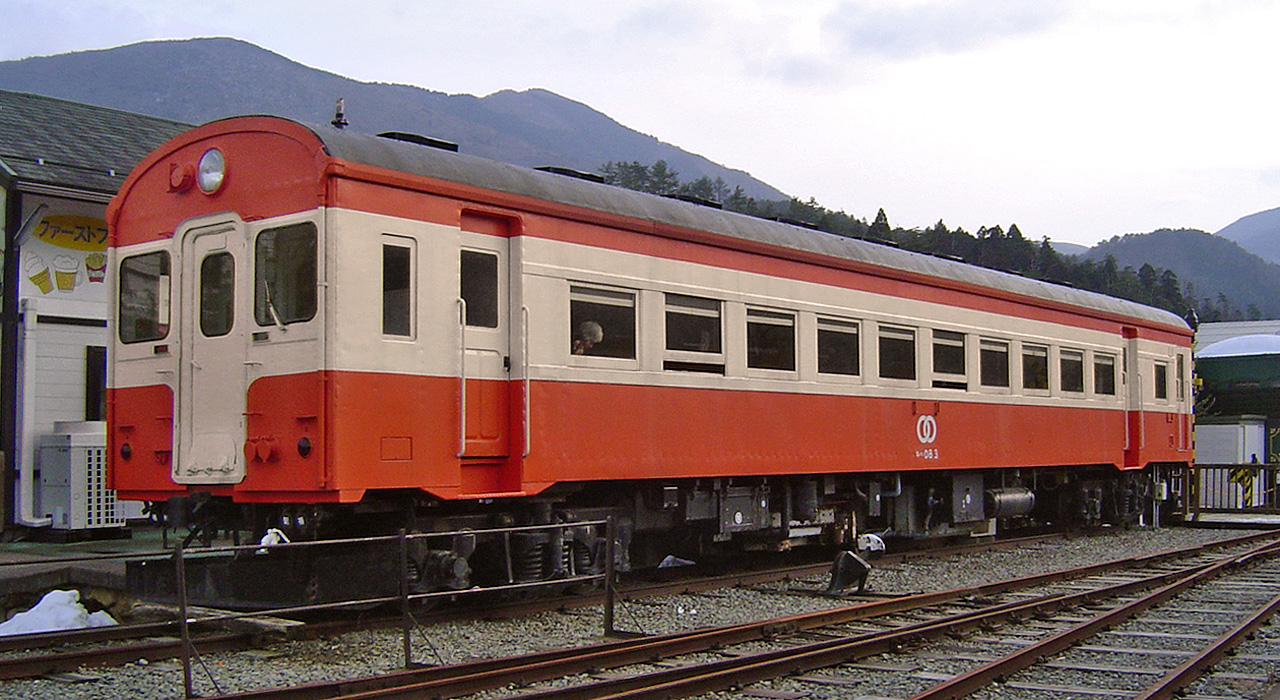
キハ08 3（加悦SL広場、2005年）

気動車の増備により客車の余剰が発生するようになったことを受けて、この一部を対象として床下に走行用エンジンを搭載する気動車に改造して活用することになった。
オハ62形を両運転台気動車に改造したものがキハ40形、オハフ62形を片運転台気動車に改造したものがキハ45形、オハフ61形をエンジンのない片運転台車としたものがキクハ45形、オハ62形を付随車としたものがキサハ45形となった。1960年度から1962年度にかけて14両が改造され、後にキハ40形・キハ45形はキハ08形・キハ09形に改称された。
気動車としての使用は短期間に終わり、1971年度までに廃車となった。このうちキハ08 3は加悦鉄道に譲渡され、同鉄道の廃止後も静態保存された。

## 改造工事

### スロ50・60形の近代化改造
スロ50形とスロ60形は1957年度から1959年度にかけて近代化改造が施工された。改造内容は室内灯の白熱灯から蛍光灯への交換、窓のアルミサッシ化、車内の化粧板交換などである。

### 電気暖房設置改造
1959年の東北本線交流電化を機に客車に電気暖房が設置されることになり、従来の蒸気暖房装置と併設する形で設置された。これにより重量が旅客車で約1 t、荷物車で約0.5 tの増加となったため、オハニ36形からスハニ37形、またオハニ61形からスハニ64形のように形式変更されたものあった。車両番号は形式変更の有無を問わず原番号に2000を足したものとなった。
以後は直流電化路線も含めて常磐線や奥羽本線、信越本線、羽越本線、北陸本線などにも電気暖房設置改造車の運用範囲が拡大した。

### 東海顔前頭部の前面強化試験車
廃車となったオハ60 144・145の2両は1963年にクハ165形と同形状の通称「東海顔」の前頭部を設置し、長野工場で踏切事故を想定した衝突実験に使用された。試験ではD51形による推進運転を行った上で突放を行い、小型自動車やダンプカーに衝突させた。試験結果は後に登場した電車・気動車の設計に活用された。

### 遠隔制御試験車
電気機関車の遠隔制御によるプッシュプル列車としての運転を検討する目的で、1971年にオハフ61 2559に試験用の運転台と前照灯を設置する工事が行われた。試験はスレーブコントロール試験とも呼ばれ、1971年9月に日光線、高崎線、上越線で走行試験が行われた。

### 「ふるさと列車 おくのと号」用改造
1970年に実施された能登半島地域への観光キャンペーンの一環として運転された「ふるさと列車 おくのと号」用として、60系客車4両が整備改造された。改造車はオハ61 2630とオハフ61 2266・435・1031の4両で、外観は茶色に赤帯が入ったものとなった。オハフ61 436は一部が畳敷きとして調理台とカウンターも設けられ、オハフ61 1031は全席畳敷きとなった。
「おくのと号」の60系による運転は1970年のシーズンのみで、以後のシーズンの運転は他形式が使用された。

### 「日立ポンパ号」用改造
1970年にオハフ61 2028・2068・562とオハユニ61 72・74の5両が「ディスカバー・ジャパン」のキャンペーン列車「日立ポンパ号」用に改造され、全国を巡回した。

## JRへの承継・他社譲渡車
本系列では、2両のオハニ36形が動態保存されている。

### JR北海道
北海道旅客鉄道（JR北海道）には救援車オエ61形のうちオエ61 14・67の2両が承継されたが、1990年度に廃車となった。

### JR東日本

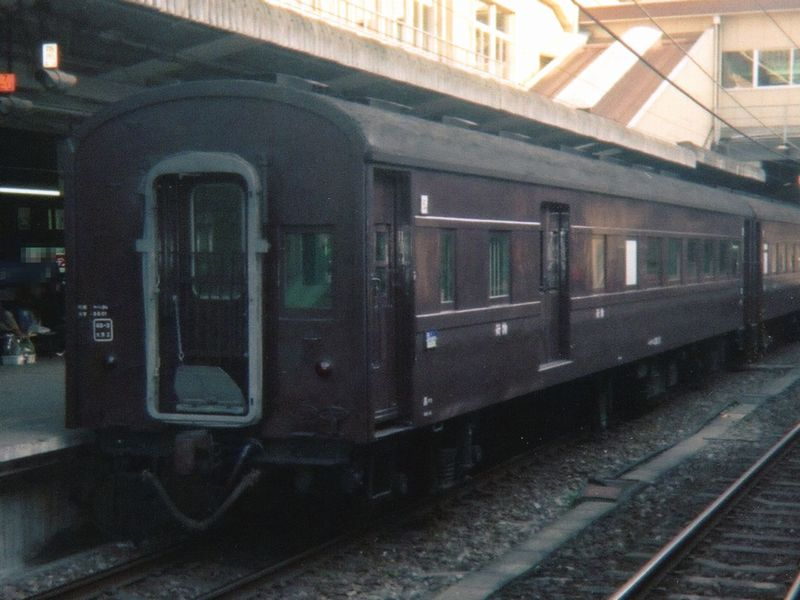
動態保存されたオハニ36 11（高崎駅、1989年）

東日本旅客鉄道（JR東日本）にはオハニ36 11が承継され、スハ43系などとともにイベント列車用として高崎車両センターに配置されている。
2011年にC61 20復活にあわせて再整備工事が実施され、同センターに所属する他の旧型客車とともに乗降ドアに鎖錠装置の設置が行われ同時に側面に表示灯が設置された。更に同車の尾灯をLED方式に変更した。

### JR西日本
西日本旅客鉄道（JR西日本）には和田岬線の定期列車用としてオハ64系が承継され、1990年の気動車化まで運用された。運用末期はスハ43系も一般車のまま連結されることがあった。

### 大井川鐵道
国鉄で廃車となったオハニ36 7が日本ナショナルトラストの所有となり、大井川鐵道で保存運転に使用されている。

## 保存車
各地で静態保存されたり、店舗や倉庫等に利用されたりしているものがある。
| 画像                   | 番号                    | 所在地                                                              | 備考 |
| ---------------------- | ----------------------- | ------------------------------------------------------------------- | --- |
|                        | オハ62 91               | 北海道紋別郡湧別町計呂地2620 計呂地交通公園 （旧計呂地駅跡）        | C58 139およびスハ45 17と連結され、夏期には簡易宿泊施設として営業する。 以前は左写真のように青色に塗装されていたが現在ではぶどう色に塗り直されている。              |
|                        | スユニ60 218            | 北海道空知郡上砂川町中央北1条1丁目 旧上砂川駅跡（悲別駅）           | |
|                        | オエ61 301              | 北海道旭川市                                                        | 市内の自動車整備会社に保存されている。 |
|                        | オハフ61 2527           | 宮城県柴田郡柴田町船岡中央1丁目 船岡駅前緑地                        | ED71 37と連結されている。 |
|                        | オハフ61 2752           | 福島県喜多方市熱塩加納町熱塩 日中線記念館 （旧日中線熱塩駅跡）      | |
|                        | オハユニ61 107          | 群馬県安中市松井田町横川 碓氷峠鉄道文化むら                         | |
|                        | オハ61 930              | 奈良県天理市田井庄町 田井庄池公園                                   | D51 691と連結されている。 |
|                        | マニ60 2387             | 広島県廿日市市大野387-3 ちゅーピーパーク                            | 敷地内で倉庫として利用 |
|                        | オハ61 1030             | 福岡県北九州市小倉北区金田3丁目1-1 九州旅客鉄道小倉総合車両センター | D51 542と並べられているが、台車以外の床下機器は撤去されている。 当初は塗色を変更し記念資料館として使用されていたが、現在はぶどう色に戻され車内は公開されていない。 |
| 保存後に解体された車両 |                         |                                                                     | |
|                        | オエ61 67               | 北海道天塩郡豊富町豊富西3条7丁目 豊富駅前                           | 2024年4月、解体された。 |
|                        | オハ62 95               | 北海道釧路市阿寒町 炭鉱と鉄道館                                     | 2007年10月解体。台車のみが同所に残っていたが、別の保存車両と組み合わせて使用するために2020年に岩手県遠野市へ移動。                                                 |
|                        | スユニ60 301 オハ62 76  | 北海道広尾郡大樹町寿通一丁目 旧広尾線大樹駅前                       | 2000年頃解体 |
|                        | オハ62 94               | 北海道河東郡上士幌町上士幌町鉄道記念館 （旧士幌線上士幌駅）         | 2010年6月頃解体 |
|                        | オエ61 80               | 北海道旭川市                                                        | 1995年時点では現存。解体時期不明 |
|                        | オエ61 71 オエ61 59     | 北海道深川市                                                        | 解体業者で保管されていたが、2009年頃解体された。 |
|                        | オハフ61 3055           | 福島県郡山市 JR東日本郡山総合車両センター                           | 2002年解体 |
|                        | オハフ61 2542           | 群馬県高崎市                                                        | 高崎駅前に設置され当初は喫茶「ヴォワチュール」、のちに「ジパング倶楽部高崎」として使用された。                                                                     |
|                        | オヤ62 11 オヤ62 12     | 三重県松阪市大津町 レジャー施設ポッポーパルコ                       | カラオケハウスとして使用された。2004年3月解体。 |
|                        | スロフ81 2111           | 大阪府大阪市淀川区 JR西日本宮原客車区                               | 1996年2月29日解体 |
|                        | スロ81 2122             | 兵庫県加古川市 健康ひろば加古川                                     | 敷地内でサシ581とともにレストラン(すし屋→お好み焼き屋)として利用される(2008年解体)                                                                                 |
|                        | オハ61 1549 オハ61 1570 | 愛媛県喜多郡五十崎町 吉田ホテルWHEEL                                | 2007年5月解体 |

- このほかに当系列から改造された車両としてキハ08 3が京都府与謝郡与謝野町の加悦SL広場に保存されている。